# Paris Saint-Germain F.C.
Câu lạc bộ bóng đá Paris Saint-Germain (thường được gọi là Paris Saint-Germain, phát âm tiếng Pháp: [paʁi sɛ̃-ʒɛʁmɛ̃], Paris SG hoặc đơn giản là PSG) là một câu lạc bộ bóng đá chuyên nghiệp có trụ sở tại Paris, Pháp. Tiền thân là câu lạc bộ đa thể thao Stade Saint-Germain, Paris Saint-Germain chính thức được thành lập năm 1970 và hiện đang thi đấu tại Ligue 1. Tại hạng đấu cao nhất của bóng đá Pháp, Paris Saint-Germain có 13 lần giành chức vô địch của giải đấu. Câu lạc bộ cũng có 9 lần giữ vị trí á quân, trong đó có mùa bóng 1992–1993, Paris Saint-Germain từ chối chức vô địch sau khi Olympique de Marseille bị tước danh hiệu vì scandal. Với các giải đá cúp, câu lạc bộ có rất nhiều thành tích với 14 lần giành Cúp bóng đá Pháp, 9 lần giành Cúp Liên đoàn bóng đá Pháp và 12 lần Siêu cúp bóng đá Pháp. Trên đấu trường châu Âu, thành tích lớn nhất mà Paris Saint-Germain đạt được là danh hiệu UEFA Cup Winners' Cup vào năm 1996, và 1 lần vô địch ở UEFA Champions League.
Đại diện cho "kinh đô ánh sáng", trang phục thi đấu của Paris Saint-Germain mang hai màu xanh, đỏ chủ đạo, cũng chính là màu cờ của thành phố Paris. Sân nhà của câu lạc bộ hiện tại là sân vận động Công viên của  Hoàng tử, nằm tại Quận 16, kế bên rừng Boulogne, có sức chứa 48.229 chỗ ngồi.

## Lịch sử

### Sự ra đời của Paris Saint-Germain
Câu lạc bộ Stade Saint-Germain được thành lập vào ngày 21 tháng 6 năm 1904 tại thị trấn Saint-Germain-en-Laye, thuộc vùng ngoại ô Paris. Năm 1970, sau một thời gian dài làm mưa làm gió tại giải vô địch nghiệp dư Pháp, đội tuyển bóng đá của Stade Saint-Germain giành được quyền lên chơi ở giải hạng nhì. Vào thời điểm đó, Paris không có một đại diện nào ở giải vô địch bóng đá Pháp. Dự án tái xây dựng một đội bóng mạnh cho "kinh đô ánh sáng" đã được thực thi từ đầu năm 1969 và nhận được sự quyên góp tài chính từ hơn 20.000 cá nhân để thành lập câu lạc bộ Paris FC. Với kỳ vọng được chơi ngay ở giải đấu hạng cao nhất của Pháp mà không phải trải qua các giải phong trào, Paris FC lên kế hoạch sáp nhập với CS Sedan Ardennes, một đội bóng đang thi đấu tại giải hạng nhất khi đó. Thế nhưng, thỏa thuận giữa hai bên đã không đem lại kết quả, đặc biệt sau khi Liên đoàn bóng đá Pháp từ chối cho Paris FC được đặc cách thi đấu tại hạng đấu cao nhất. Vào thời điểm vài tuần trước khi khi mùa giải 1970–1971 bắt đầu, Paris FC vẫn là một đội bóng không huấn luyện viên, không cầu thủ, không sân vận động, không ban điều hành và cũng chưa có quyền tham dự ở bất cứ giải đấu nào của Pháp.
Một phương án B được ban lãnh đạo Paris FC cấp tốc thực hiện. Đội quay sang đàm phán để hợp nhất với Stade Saint-Germain, câu lạc bộ vừa giành quyền lên chơi ở giải hạng hai. Hai bên đi đến thỏa thuận và ký kết thủ tục hợp nhất chính thức vào ngày mùng 10 tháng 6 năm 1970, khai sinh câu lạc bộ bóng đá mang tên Paris Saint-Germain Football Club. Ngay lập tức, câu lạc bộ ký hợp đồng với 5 cầu thủ chuyên nghiệp để chuẩn bị cho chiến dịch lên hạng của mình, và tuyển thủ đầu tiên về với Paris Saint-Germain là Jean Djorkaeff, đội trưởng đội tuyển Pháp vào thời điểm đó. Trong trận đầu tiên với tên PSG, trận giao hữu cùng US Quevilly trên sân vận động Jean-Bouin vào ngày 1 tháng 8, đội đã để thua với tỷ số 1–2.
Ngay trong mùa giải đầu tiên sau khi hợp nhất, PSG đã thi đấu hết sức thành công và giành quyền lên hạng. Chính quyền thành phố Paris tuyên bố sẽ tài trợ cho đội bóng trong bốn mùa giải với ba điều kiện: PSG phải trụ hạng thành công; đội sẽ chuyển về thi đấu tại Sân vận động Công viên các Hoàng tử; hai thành viên của Hội đồng thành phố Paris sẽ tham gia ban điều hành câu lạc bộ. Cả ba điều kiện đều được Paris Saint-Germain chấp nhận.

### Vụ "ly dị" với Paris FC
Một bất ngờ đã xảy ra ngay trong mùa bóng đầu tiên đội lên chơi ở Giải hạng nhất Pháp. Vào ngày 21 tháng 12 năm 1971, với 46 phiếu thuận và 44 phiếu chống, Hội đồng thành phố Paris đã thông qua một nghị quyết yêu cầu câu lạc bộ đổi tên lại thành Paris Football Club. Nếu ngược lại, Tòa thị chính Paris sẽ cắt tài trợ, đồng thời PSG cũng không còn được tiếp tục thuê sân Công viên các Hoàng tử. Henri Patrelle, vị chủ tịch của PSG vào thời điểm đó, đã cố gắng tìm một thỏa hiệp giữa hai bên, trong đó có lời đề xuất sẽ từ chức nếu được giữ lại cái tên Paris Saint-Germain. Mặc dù vậy, chính quyền thành phố nhất quyết không quay đổi quyết định. Tại kỳ đại hội của câu lạc bộ diễn ra vào ngày 16 tháng 5 năm 1972, kế hoạch chấp nhận đổi tên chỉ nhận được 623 trên tổng số 939 phiếu, thiếu 3 phiếu để đạt ngưỡng hai phần ba. Paris Saint-Germain từ chối đổi tên gọi.
Mặc dù vậy, những thành viên ủng hộ cho kế hoạch của Hội đồng thành phố vẫn không đầu hàng. Ba ngày sau cuộc bỏ phiếu, quyết định tách câu lạc bộ được công bố. Một phần đội bóng sáp nhập với CA Montreuil được mang tên Paris FC, tiếp tục thi đấu ở giải hạng nhất. Trong khi đó, đội tuyển nghiệp dư vẫn giữ tên Paris Saint-Germain FC và quay xuống thi đấu ở giải hạng ba. Liên đoàn bóng đá Pháp và Hiệp hội bóng đá chuyên nghiệp Pháp dưới sức ép của Tòa thị chính Paris đã buộc phải chấp nhận kế hoạch này.

### Từ chủ tịch Daniel Hechter tới thời kỳ của Canal+

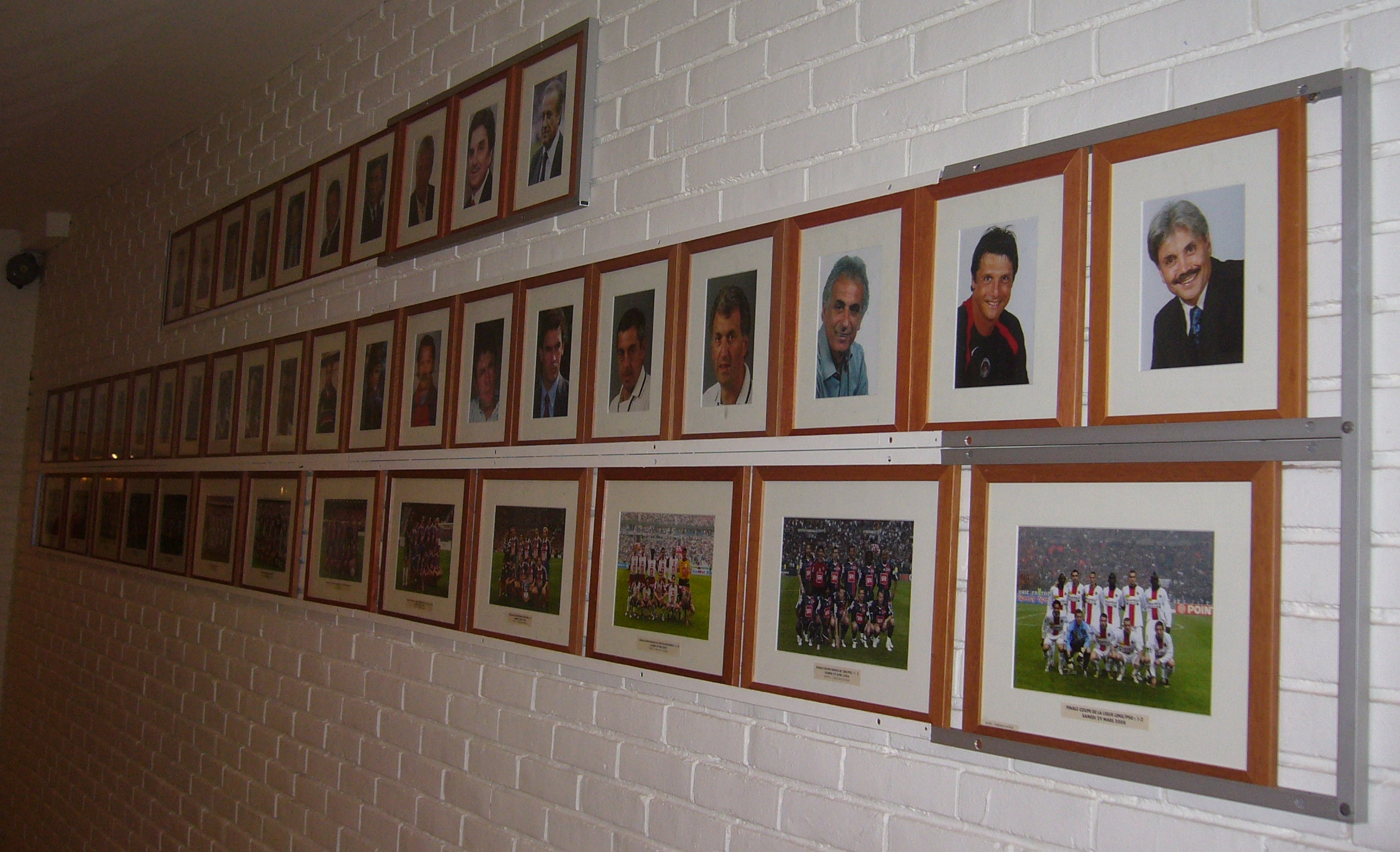
Hình ảnh các nhân vật trong quá khứ của PSG tại phòng thay quần áo của sân vận động Công viên các Hoàng tử

Câu lạc bộ Paris Saint-Germain "mới" bắt đầu thi đấu tại giải Hạng ba nước Pháp từ mùa bóng 1972–1973. Trong hai mùa giải liên tiếp, đội đã lập được kỳ tích thăng hai hạng và trở lại hạng đấu mạnh nhất của bóng đá Pháp vào mùa hè năm 1974. Trớ trêu thay, cùng thời điểm đó, Paris FC lại rớt hạng và buộc phải xuống chơi ở giải Hạng nhì. Một cuộc đối đầu "derby" giữa hai đội bóng như mọi người vẫn mong đợi đã không xảy ra.
Paris Saint Germain trở lại đỉnh cao nhanh chóng một phần nhờ vào sự đầu tư của nhà thiết kế thời trang lừng danh Daniel Hechter cùng một số bạn bè của ông từ giữa năm 1973. Khi câu lạc bộ chính thức lên chơi ở giải Hạng nhất cũng chính là lúc Hechter trở thành chủ tịch của đội bóng. Hechter cũng là người thiết kế mẫu áo đấu của PSG với ba màu trắng xanh đỏ như ngày nay vẫn thấy. Dưới thời Daniel Hechter làm chủ tịch câu lạc bộ, từ năm 1974 đến năm 1978, Paris Saint-Germain thường được biết đến với những khó khăn về tài chính. Đội không bị rớt hạng nhưng cũng không giành được bất cứ danh hiệu nào trong thời gian này. Năm 1975, câu lạc bộ chính thức mở trung tâm đào tạo cầu thủ trẻ tại Camp des Loges. Tháng 1 năm 1978, sau vụ scandal liên quan đến vé vào sân Công viên các Hoàng tử, chủ tịch Hechter chính thức rời câu lạc bộ. Francis Borelli, một trong những cộng sự thân cận của Hechter, lên nắm quyền Paris Saint-Germain. Trong thời kỳ 13 năm của Francis Borelli, câu lạc bộ biết đến những vinh quang đầu tiên với một chức vô địch quốc gia vào năm 1986 và hai chiếc Cúp nước Pháp vào các năm 1982 và 1983.
Trong những năm cuối thập niên 1980 và đầu thập niên 1990, Olympique Marseille dưới sự đầu tư của nhà tài phiệt Bernard Tapie thống trị bóng đá Pháp. Năm 1991, chủ tịch Borelli buộc phải chấp nhận cho hãng truyền hình tư nhân Canal+ mua lại câu lạc bộ để có được khả năng tài chính cần thiết nhằm cạnh tranh với đội bóng miền Nam nước Pháp. Trong 15 năm Canal+ làm chủ PSG, đội giành được một chức vô địch quốc gia duy nhất vào năm 1994. Paris Saint-Germain đáng lẽ còn có thể đạt danh hiệu này một lần nữa vào mùa bóng 1992–1993, khi Olympique Marseille dính vào scandal mua bán tỉ số đầy tai tiếng với Valenciennes và bị tước chức vô địch. Vào lúc đó, PSG với tư cách là đội á quân có thể tiếp nhận ngôi vị, nhưng Canal+ kiên quyết từ chối bởi lo sợ sẽ bị các cổ động viên của Marseille tẩy chay. Không chỉ vậy, hãng truyền hình này còn không đồng ý cho đội bóng của mình tham dự Champions League vào mùa giải sau đó. Trong khoảng thời gian từ 1991 đến 2006, Paris Saint-Germain chỉ thực sự thành công trong các giải đá Cúp. Đội bóng đã 5 lần giành Cúp Quốc gia, 2 Cúp Liên đoàn, 1 Cúp C2 châu Âu và Cúp Intertoto.

### Paris Saint-Germain dưới quyền sở hữu của QSI và bá chủ trong nước
Tháng 6 năm 2006, hai quỹ đầu tư Colony Capital và Butler Capital Partners kết hợp cùng ngân hàng Hoa Kỳ Morgan Stanley mua lại Paris Saint-Germain từ tay Canal+. Alain Cayzac, người gắn bó với câu lạc bộ từ năm 1986, được bổ nhiệm vào vị trí chủ tịch Paris Saint-Germain. Hai mùa giải tiếp theo đội thi đấu không thành công, đặc biệt mùa giải 2007–2008, câu lạc bộ chỉ giành quyền trụ hạng ở lượt đấu cuối cùng. Alain Cayzac từ chức và được tạm thời thay thế bởi Simon Tahar trước khi Charles Villeneuve, cựu giám đốc mảng thể thao của kênh truyền hình TF1, lên nắm chức chủ tịch.
Đầu năm 2009, đến lượt Villeneuve bị buộc phải từ chức sau khi gửi một bức thư tới toàn bộ các thành viên của hội đồng quản trị, đòi có nhiều quyền hạn hơn trong các quyết định liên quan tới tài chính và thể thao. Các thành viên trong ban điều hành Paris Saint-Germain coi đây như là một hành động chống đối. Sébastien Bazin, đại diện cho quỹ đầu tư Colony Capital, trực tiếp lên điều hành câu lạc bộ vào ngày mùng 3 tháng 2 năm 2009. Danh hiệu đội giành được từ khi chia tay Canal+ là chiếc Cúp Liên đoàn Pháp năm 2008 và Cúp Quốc gia năm 2010. Từ tháng 5 năm 2011, quỹ đầu tư quốc gia Qatar Investment Authority trở thành chủ nhân mới của Paris Saint-Germain. Việc tiếp quản khiến PSG không chỉ trở thành câu lạc bộ giàu nhất nước Pháp mà còn là một trong những đội bóng giàu nhất thế giới. Chủ tịch câu lạc bộ Nasser Al-Khelaifi cam kết đưa đội có khả năng vô địch UEFA Champions League và trở thành tên tuổi lớn nhất Pháp.

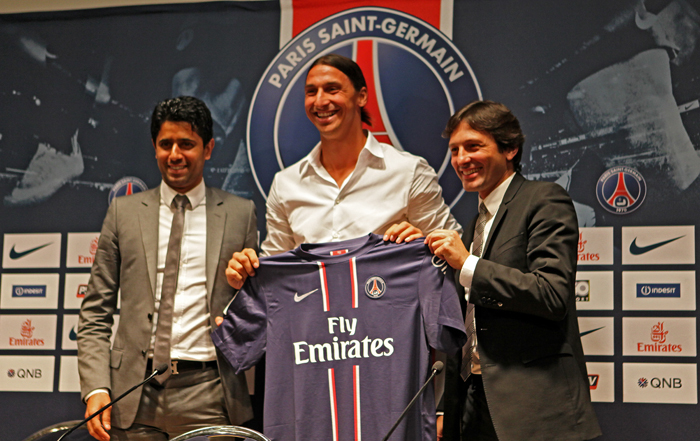
Tiền đạo Zlatan Ibrahimović

Tháng 8 cùng năm, họ mời huấn luyện viên đương nhiệm của Inter Milan, Leonardo về làm Giám đốc kỹ thuật và ông đã tạo nên một cơn lốc nhân sự ở đội bóng: họ chi tới 86,1 triệu euro để mang về các ngôi sao, trong đó có kỉ lục 43 triệu euro cho Javier Pastore. Cuối tháng 12 năm 2011, dù PSG vô địch lượt đi Ligue 1, Kombouaré vẫn bị sa thải và Carlo Ancelotti tới làm huấn luyện viên trưởng đội bóng. và cuối mùa PSG cán đích ở vị trí thứ 2 chung cuộc. Bước sang mùa giải 2012-13, câu lạc bộ đã có sự phục vụ của tiền đạo lừng danh Zlatan Ibrahimovic với giá 21 triệu euro, cùng Thiago Silva đều từ AC Milan. Mùa giải này Carlo Ancelotti đã mang về danh hiệu vô địch quốc gia cho PSG sau gần 20 năm trắng tay, đánh dấu một chu kỳ thành công mới.
Sang mùa tiếp theo, huấn luyện viên Carlo Ancelotti chuyển sang dẫn dắt Real Madrid, thay thế ông là cựu huấn luyện viên đội tuyển Pháp, Laurent Blanc. PSG đã chi tổng cộng gần 100 triệu euro, và đã có được những chữ ký sáng giá như Edinson Cavani, Lucas Digne, Marquinhos. Trong mùa 2013-14, PSG đã giành được 3 danh hiệu quốc nội là Siêu cup Pháp, Ligue 1 và Cúp liên đoàn Pháp, còn ở đấu trường châu Âu, mặc dù đã đánh bại Chelsea 3-1 trên sân nhà, nhưng với việc để thua 0-2 ở trận lượt về, PSG đành rời giải tại vòng 16 đội vì luật bàn thắng sân khách khi hòa 3-3 trong tiếc nuối.

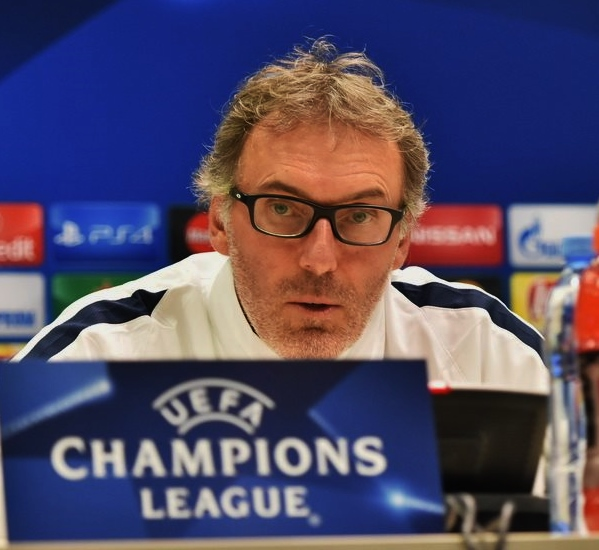
Huấn luyện viên Laurent Blanc.

Mùa giải 2014-15, PSG đã lập một kỉ lục trên thị trường chuyển nhượng, mang về hậu vệ đắt giá nhất thế giới là trung vệ David Luiz với giá 50 triệu bảng. Và trong mùa giải này, câu lạc bộ đã lập một cú hattrick danh hiệu quốc nội gồm Ligue 1, Cúp quốc gia và Cúp liên đoàn, còn tại UEFA Champions League, PSG đã xếp vị trí thứ 2 sau vòng bảng, bước vào vòng 1/16 gặp lại Chelsea, dù bị cầm chân 1-1 trên sân nhà, nhưng PSG đã xuất sắc ghi 2 bàn vào lưới của Chelsea trên sân Stamford Bridge nhờ hai pha lập công của bộ đôi trung vệ tuyển Brazil là David Luiz và Thiago Silva để lọt vào tứ kết, trước khi thất bại 1-5 trước câu lạc bộ F.C. Barcelona, đội đã đăng quang giải sau đó, nhưng đây vẫn được đánh giá là một mùa giải thành công.
Sang mùa giải tiếp theo 2015-16, PSG đã nhanh chóng có được chữ ký của tiền đạo cánh Ángel Di María với mức giá chuyển nhượng 63 triệu euro, mức giá kỷ lục của câu lạc bộ. Mùa giải này CLB đã bảo vệ thành công cú hattrick danh hiệu quốc nội gồm Ligue 1, Cúp quốc gia và Cúp liên đoàn khi ở giải vô địch quốc gia Ligue 1, PSG đã sớm lên ngôi vô địch lần thứ 6 trước 8 vòng đấu với kỷ lục 96 điểm. Tại đấu trường châu Âu, PSG đứng vị trí thứ 2 tại vòng bảng sau Real Madrid, ở vòng 1/8 PSG gặp lại đối thủ Chelsea và câu lạc bộ đến từ nước Pháp đã giành chiến thắng với tổng tỉ số 4-2 trước khi dừng chân tại tứ kết trước Manchester City. Mặc dù rất thành công ở giải quốc nội, nhưng PSG luôn bị đánh giá thấp tại UEFA Champions League, điều này đã khiến huấn luyện viên Laurent Blanc phải ra đi, thay thế ông là cựu huấn luyện viên của Sevilla, Unai Emery.
Sau khi cầu thủ ngôi sao Zlatan Ibrahimović ra đi, câu lạc bộ có mùa giải 2016–17 rất đáng thất vọng. PSG đã để mất chức vô địch Ligue 1 vào tay Monaco. Ngoài ra, PSG đã vượt lên dẫn trước 4-0 trước Barcelona ở trận lượt đi nhưng lại bị thua ngược 6-1 tại Camp Nou tại trận lượt về vòng 16 đội của UEFA Champions League. Tuy nhiên, họ vẫn đạt một cú ăn ba trong nước khác, vô địch Trophée des Champions, Coupe de la Ligue và Coupe de France.
PSG có trong tay bộ ba tấn công đáng sợ bao gồm Edinson Cavani, bản hợp đồng kỷ lục thế giới Neymar với giá 222 triệu euro và mượn siêu sao trẻ Kylian Mbappé trong mùa giải 2017-18. Câu lạc bộ thủ đô nước Pháp đã giành lại danh hiệu Ligue 1 và bảo vệ thành công ba chiếc cúp quốc nội khác. PSG hứa hẹn sẽ có thành tích tốt tại đấu trường châu Âu nhờ vào khoản chi tiêu khổng lồ của họ, tuy nhiên họ bị loại khỏi UEFA Champions League dưới tay Real Madrid ngay trong vòng 16 đội. Kết quả là Unai Emery phải rời câu lạc bộ vào cuối mùa giải.
Thomas Tuchel gia nhập PSG vào đầu mùa giải 2018-19 trong vòng 2 năm. Paris Saint-Germain dừng bước ở vòng 16 đội UEFA Champions League 2018-19 khi chịu thất bại sốc 1-3 trên sân nhà trước Manchester United sau khi thắng trận lượt đi 2-0 tại Old Trafford. Mùa này, họ đã vô địch Ligue 1 lần thứ 8 trong lịch sử, nhưng thua trong trận chung kết Coupe de France với Rennes. PSG bị loại khỏi Coupe de la Ligue khi họ thua 1-2 trên sân nhà trước EA Guingamp ở tứ kết.
Vào mùa giải 2019-20, PSG đã vô địch Ligue 1 lần thứ 9 trong lịch sử của câu lạc bộ, sau khi danh hiệu được trao cho họ khi mùa giải kết thúc sớm do đại dịch COVID-19. Họ cũng giành chức vô địch Coupe de France sau khi đánh bại Saint-Étienne trong trận chung kết. Tại UEFA Champions League 2019–20, PSG lọt vào bán kết lần thứ hai kể từ năm 1995, sau chiến thắng 2–1 trước Atalanta, và sau đó lọt vào trận chung kết lần đầu tiên khi đánh bại RB Leipzig 3–0. Trong trận chung kết, PSG để thua Bayern Munich 0–1 bởi người cũ Kingsley Coman.
Sang mùa giải 2020-21, nhiệm kỳ của Tuchel tại PSG đã chấm dứt bởi mối quan hệ rạn nứt với hệ thống của câu lạc bộ, dẫn đến việc ông bị sa thải vào ngày 24 tháng 12, mặc dù giứp đội qua vòng bảng Champions League. Vào ngày 2 tháng 1 năm 2021, cựu cầu thủ PSG, Mauricio Pochettino được bổ nhiệm làm huấn luyện viên trưởng mới, Phong độ tốt của PSG ở Champions League tiếp tục với lần thứ hai liên tiếp góp mặt ở bán kết UCL, nhưng họ thua Manchester City 4-1. Ở trong nước, PSG đã vô địch Coupe de France, nhưng không bảo vệ được chức vô địch Ligue 1 khi kém Lille 1 điểm và mất chức vô địch lần thứ hai sau 4 năm.
Sang mùa giải 2021-22, PSG khuấy đảo thị trường chuyển nhượng khi đem về đến 6 tân binh chất lượng gồm Achraf Hakimi (Inter Milan), Sergio Ramos (Real Madrid), Gianluigi Donnarumma (AC Milan), Georginio Wijnaldum (Liverpool), Lionel Messi (Barca) theo dạng miễn phí và mượn Nuno Mendes từ Sporting CP. Tại Champions League, PSG đứng nhì bảng A sau Man City, sau đó dừng bước tại vòng 16 đội khi thua Real Madrid 3-2. Dù vậy, PSG vô địch Ligue 1 lần thứ 10 với 86 điểm.
Trước mùa giải 2022-23, Luis Campos làm giám đốc thể thao, Christophe Galtier thay thế Mauricio Pochettino cho vị trí huấn luyện viên trưởng. PSG tiếp tục thống trị quốc nội vào mùa giải này, nhưng tiếp tục dừng bước tại vòng 16 đội Champions League khi thua Bayern Munich 0–3. Từ mùa giải 2023-24, PSG có sự cải tổ mạnh mẽ khi hàng loạt ngôi sao rời đội, bao gồm Lionel Messi sang Inter Miami, Neymar sang Al Hilal, Christophe Galtier rời đội để nhường chỗ cho Luis Enrique, PSG tiếp tục thống trị quốc nội với chức vô địch Ligue 1 lần thứ 12, cùng 2 chức vô địch Trophée des Champions & Coupe de France, tại Champions League đội dừng bước tại bán kết khi thua Borussia Dortmund.
Sang mùa giải 2024-25, PSG chia tay siêu sao Kylian Mbappé sang Real Madrid theo dạng tự do, mùa giải này PSG có lần đầu tiên đoạt cú ăn 3 châu lục khi thâu tóm Ligue 1 lần thứ 13, Coupe de France & vô địch Champions League khi đánh bại Inter Milan 5-0 tại chung kết, họ trở thành đội bóng Pháp thứ 2 giành Cúp C1/Champions League sau Olympique Marseille vào năm 1993. Luis Enrique trở thành người thứ 2 cùng với Pep Guardiola đoạt cú ăn 3 với một đội bóng ở châu Âu trong 2 lần khác nhau.

## Những tên tuổi huyền thoại

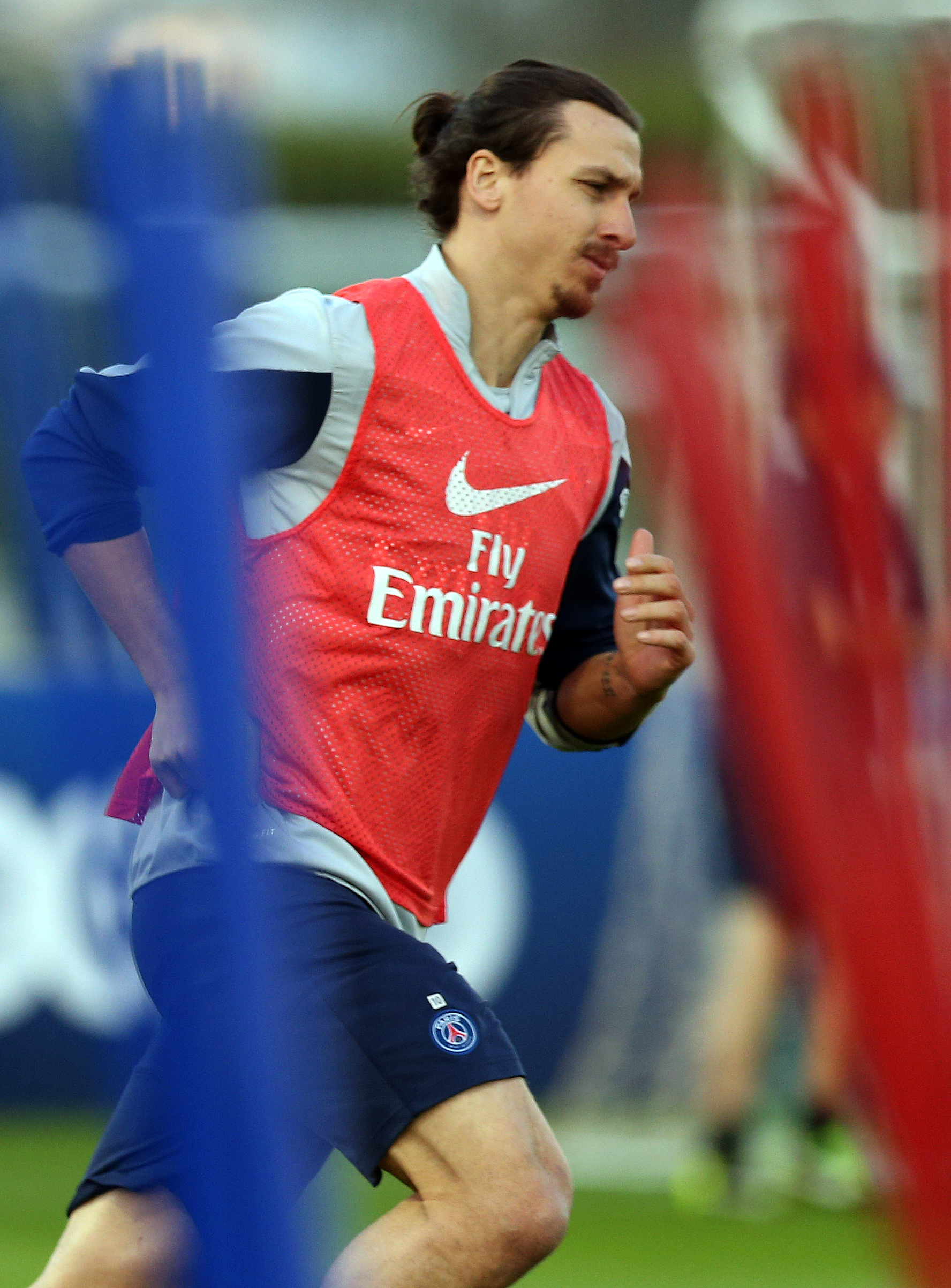
Tiền đạo Zlatan Ibrahimovic huyền thoại của PSG nhờ khả năng săn bàn thiên bẩm

Danh thủ đầu tiên về với Paris Saint-Germain là trung vệ Jean Djorkaeff, cầu thủ chuyên nghiệp đầu tiên gia nhập đội bóng ngoại ô thành Paris vào tháng 6 năm 1970. Khi đó Jean Djorkaeff đang là đội trưởng đội tuyển Pháp. Ông cũng đeo băng đội trưởng PSG trong hai mùa bóng trước xảy ra "vụ ly dị" với Paris FC.
Dưới thời chủ tịch Daniel Hechter, thêm một số danh thủ gia nhập PSG. Năm 1974, đội ký hợp đồng với tuyển thủ Algérie Mustapha Dahleb về từ Sedan với giá chuyển nhượng 1,35 triệu franc, kỷ lục của bóng đá Pháp thời điểm đó. Trong mười mùa bóng thi đấu tại sân Công viên các Hoàng tử, Mustapha Dahleb đã ghi tổng cộng 85 bàn cho PSG tại giải vô địch quốc gia, kỷ lục của câu lạc bộ. Dẫn dắt hàng công Paris Saint-Germain giai đoạn này ngoài Dahleb còn có tiền vệ tuyển thủ Pháp Jean-Pierre Dogliani và tiền đạo tuyển thủ Congo François M'Pelé, người ghi tổng cộng 97 bàn thắng từ năm 1973 đến 1978. Trường hợp của Dogliani khá đặc biệt khi ông đã bỏ từ tiền túi của mình để trả một phần chi phí chuyển nhượng để được về chơi cho đội bóng thủ đô Pháp vì muốn được Just Fontaine, huấn luyện viên PSG vào lúc đó, dẫn dắt. Một cầu thủ khác để lại dấu ấn của mình tại câu lạc bộ giai đoạn này là Carlos Bianchi, tiền đạo người Argentina thi đấu hai mùa bóng cho Paris Saint-Germain từ năm 1977 đến 1979. Ông ghi tổng cộng 71 bàn thắng đồng thời giành được hai danh hiệu vua phá lưới giải vô địch Pháp trong thời gian này. Ấn tượng nhất là trong mùa giải 1977–1978, Bianchi ghi 37 bàn thắng trong 38 trận đấu ở giải vô địch quốc gia.
Trong 13 năm Chủ tịch Francis Borelli quản lý câu lạc bộ, bộ khung của Paris Saint-Germain xoay quanh các cầu thủ Dominique Baratelli, Luis Fernandez, Dominique Bathenay, Nabatingue Toko, Dominique Rocheteau, Ivica Surjak và sau này là Safet Susic, Joël Bats, và Gabriel Calderon. Tất cả các cầu thủ đó cũng đều là các trụ cột trong đội tuyển quốc gia của họ. Baratelli và Bats là các thủ thành chính của đội tuyển Pháp, còn Bathenay, Fernandez và đặc biệt Rocheteau đều là những cầu thủ nổi bật nhất đội bóng áo lam. Luis Fernandez, sau khi hoàn thành quá trình đào tạo tại câu lạc bộ, đã quyết định rời PSG sau chức vô địch quốc gia Pháp năm 1986, ông chuyển tới thi đấu cho đội bóng kình địch cùng thành phố Matra Racing với một phí chuyển nhượng lớn. Luis sau này trở lại PSG với vai trò huấn luyện viên. Cựu cầu thủ Saint-Etienne Bathenay gia nhập đội năm 1978 và trở thành thủ lĩnh của hàng phòng thủ cũng như đội trưởng cho đến năm 1985. Nhưng vụ chuyển nhượng đình đám nhất của câu lạc bộ diễn ra vào năm 1980, Paris Saint-Germain chiêu mộ ngôi sao sáng giá nhất – chỉ sau Michel Platini – của bóng đá Pháp thời đó, Thiên thần xanh Dominique Rocheteau. Tiền đạo xuất sắc này đã ghi hơn 100 bàn thắng trong màu áo của PSG, mãi mãi ghi tên mình vào trang sử của câu lạc bộ.
Về các cầu thủ nước ngoài xuất sắc thi đấu cho đội trong thời kỳ này, có thể kể đến Safet Susic như một ví dụ độc đáo nhất. Không bao giờ bị chấn thương, không bao giờ bị treo giò, tuyển thủ Nam Tư chơi ở vị trị tiền vệ tấn công đã ghi tổng cộng 85 bàn thắng và chuyền 61 đường chuyền quyết định – một kỷ lục ở PSG – trong thời gian thi đấu tại Paris từ năm 1982 cho đến năm 1991. Ông chỉ bị thất sủng sau khi Canal+ mua lại câu lạc bộ. Ngoài Safet, cũng có thể kể đến tuyển thủ Tchad Nabatingue Toko, tuyển thủ Nam Tư Ivica Surjak, người đã chuyền hai đường chuyền quyết định trong trận chung kết Cúp nước Pháp năm 1982, và tuyển thủ Argentina Gabriel Calderon cũng như những cầu thủ khác có nhiều đóng góp cho câu lạc bộ.
Ngay khi bắt đầu nắm quyền quản lý PSG từ năm 1991, Canal+ đã nhanh chóng đưa về một số cầu thủ hàng đầu như: các tuyển thủ Pháp Laurent Fournier, David Ginola và Paul Le Guen, cùng các tuyển thủ Brasil Ricardo và Valdo, nhóm cầu thủ trên gia nhập đội ngay từ năm 1991, hòa đồng vào tập thể đã có các tuyển thủ Pháp Daniel Bravo và Antoine Kombouaré, những cầu thủ chính thi đấu cho câu lạc bộ cả ở cuối "kỷ nguyên" Borelli và đầu "kỷ nguyên" Canal+. Joël Bats cũng thi đấu thêm một mùa giải sau khi Canal+ đã mua lại đội bóng, trước khi giải nghệ vào năm 1992. Người thay thế Bats là Bernard Lama, cầu thủ ngay lập tức sau đó trở thành thủ môn chính thức của đội tuyển Pháp. Lama thuộc làn sóng thứ hai các cầu thủ đến Paris bao gồm các tuyển thủ Pháp Vincent Guérin và Alain Roche cùng tuyển thủ Liberia George Weah. Raí, đội trưởng đội tuyển Brasil, ký hợp đồng với PSG vào năm 1993. Hầu hết các cầu thủ trên tạo thành xương sống của đội cho đến năm 1998. Ngoài ra, bổ sung vào đội hình trên còn có thể kể đến tuyển thủ Pháp Youri Djorkaeff (1995–1996), tuyển thủ Brasil Leonardo (1996–1998) và tuyển thủ Ý Marco Simone (1997–1999).
Sau khi Michel Denisot ngừng quản lý đội bóng, Paris Saint-Germain không còn sôi nổi trên thị trường chuyển nhượng như trước nhưng vẫn có một số ngôi sao đến thi đấu tại Paris như tuyển thủ Nigeria Jay-jay Okocha (1998–2002), các tuyển thủ Argentina Gabriel Heinze (2001–2004) và Juan Pablo Sorin (2003–2004), cùng Ronaldinho (2001–2003) và tay săn bàn người Bồ Đào Nha Pauleta (2003–2008), cầu thủ năm 2007 trở thành người ghi nhiều bàn thắng nhất trong lịch sử PSG. Trường hợp của tuyển thủ Pháp Nicolas Anelka lại hơi khác một chút. Được đào tạo tại câu lạc bộ, anh rời PSG vào năm 1997, khi còn khá trẻ, để gia nhập Arsenal FC và thành danh ở đấy. Năm 2000, Anelka được PSG mua lại từ Real Madrid với phí chuyển nhượng kỷ lục là 33,2 triệu euro, nhưng đây là một sự trở lại không mấy thành công. Anelka không để lại được một dấu ấn nào trong lối chơi của câu lạc bộ, và một lần nữa anh lại ra đi sau đó một năm rưỡi.

## Các chủ tịch câu lạc bộ
| Các đời chủ tịch \| - 1958-1962: Henri Patrelle - 1962-1963: M.Dour - 1963-1964: Roger Legigand - 1964-1970: Henri Patrelle - 1970-1971: Pierre-Etienne Guyot - 1971-1971: Guy Crescent - 1971-1974: Henri Patrelle - 1974-1978: Daniel Hechter - 1978-1991: Francis Borelli - 1991-1998: Michel Denisot \| - 1998-1998: Charles Bietry - 1998-2003: Laurent Perpere - 2003-2005: Francis Graille - 2005-2006: Pierre Blayau - 2006-2008: Alain Cayzac - 2008-2008: Simon Tahar - 2008-2009: Charles Villeneuve - 2009-2009: Sebastien Bazin - 2009-2011: Robin Leproux - 2011-nay: Nasser Al-Khelaifi \| | |
| - 1958-1962: Henri Patrelle - 1962-1963: M.Dour - 1963-1964: Roger Legigand - 1964-1970: Henri Patrelle - 1970-1971: Pierre-Etienne Guyot - 1971-1971: Guy Crescent - 1971-1974: Henri Patrelle - 1974-1978: Daniel Hechter - 1978-1991: Francis Borelli - 1991-1998: Michel Denisot | - 1998-1998: Charles Bietry - 1998-2003: Laurent Perpere - 2003-2005: Francis Graille - 2005-2006: Pierre Blayau - 2006-2008: Alain Cayzac - 2008-2008: Simon Tahar - 2008-2009: Charles Villeneuve - 2009-2009: Sebastien Bazin - 2009-2011: Robin Leproux - 2011-nay: Nasser Al-Khelaifi |

Khi Stade Saint-Germain được thành lập vào năm 1904, Félix Boyer là người đầu tiên giữ cương vị chủ tịch câu lạc bộ. Từ đó cho đến khi Henri Patrelle lên nắm đội vào năm 1958, không thực sự có tên một vị chủ tịch nào được tìm thấy trong các nguồn tư liệu. Duy nhất một điều được ghi lại: vào năm 1921, chủ tịch câu lạc bộ là Georges Aubry. Sau khi trở thành Phó chủ tịch Liên đoàn bóng đá Pháp, Henri Patrelle tạm giao lại câu lạc bộ cho M. Dour và Roger Legigand trong hai mùa bóng, trước khi trở lại cương vị chủ tịch nào năm 1964. Chính Patrelle là người đàm phán vụ sáp nhập giữa Paris FC và Stade Saint-Germain.
Ngày 26 tháng 6 năm 1970, khi Paris Saint-Germain FC được thành lập, đại hội câu lạc bộ đã bầu ra một bộ ba các chức vụ quản lý: Pierre-Étienne Guyot – chủ tịch, Guy Crescent – phó chủ tịch, phụ trách các vấn đề hành chính, và Henri Patrelle – phó chủ tịch, phụ trách các vấn đề thể thao. Ngày mùng 4 tháng 6 năm 1971, Guy Crescent trở thành chủ tịch PSG trong khi Henri Patrelle được chỉ định làm phó chủ tịch duy nhất. Sau vụ "ly dị" giữa hai đội, Henri Patrelle trở lại chức vụ cao nhất ở câu lạc bộ vào ngày 17 tháng 12 năm 1971.

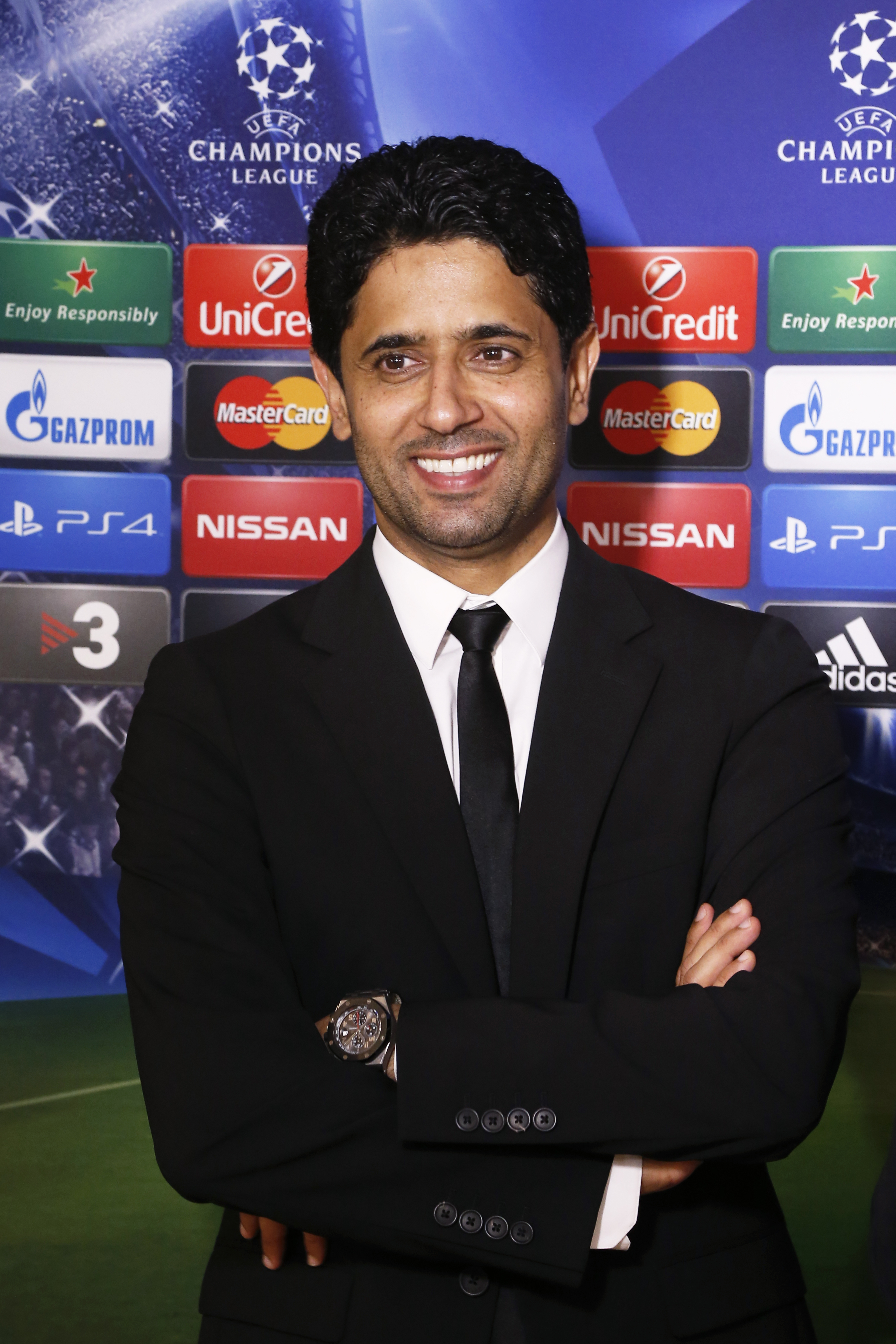
Nasser Al-Khelaifi, chủ tịch hiện nay của CLB.

Từ tháng 5 năm 1973, PSG nhận được sự hậu thuẫn về tài chính từ nhà tạo mẫu Daniel Hechter. Ông trở thành chủ tịch ban điều hành nhưng Henri Patrelle vẫn giữ chức chủ tịch câu lạc bộ. Quan hệ không tốt đẹp giữa hai người đã sớm có kết quả. Patrelle rời PSG ngay ngày hôm sau khi đội giành quyền trở lại chơi ở Giải hạng nhất Pháp, ngày 9 tháng 6 năm 1974. Hechter trở thành chủ tịch câu lạc bộ cho đến ngày 9 tháng 1 năm 1978, khi buộc phải từ chức sau vụ "scandal bán vé đúp" tại sân Công viên các Hoàng tử. Một người thân cận của Hechter, là Francis Borelli lên nắm quyền quản lý đội. Vị chủ tịch có nụ cười thường trực trên môi này đã giữ chức vụ trong vòng 13 năm rưỡi trước khi chuyển giao đội cho Canal+ vào ngày 31 tháng 5 năm 1991. Hãng truyền hình tư nhân điều hành PSG cho đến ngày 20 tháng 6 năm 2006 thông qua các vị chủ tịch được ủy quyển: Michel Denisot (31 tháng 5 năm 1991–11 tháng 5 năm 1998), Charles Biétry (11 tháng 5 năm 1998–21 tháng 12 năm 1998), Laurent Perpère (22 tháng 12 năm 1998–5 tháng 6 năm 2003), Francis Graille (5 tháng 6 năm 2003–2 tháng 5 năm 2005) và Pierre Blayau (2 tháng 5 năm 2005–20 tháng 6 năm 2006).
Canal+ bán lại PSG vào tháng 6 năm 2006. Alain Cayzac, thành viên ban lãnh đạo câu lạc bộ từ năm 1987, được chọn vào vị trí chủ tịch câu lạc bộ vào ngày 20 tháng 6 năm 2006. Hai mùa giải sau khá phức tạp tại Paris Saint-Germain, với sự việc "PSG – Hapoel Tel Aviv" và các kết quả đáng thất vọng ở giải vô địch quốc gia. Alain Cayzac từ chức ngày 21 tháng 4 năm 2008, khi mùa giải còn 4 vòng đấu nữa là kết thúc, trong lúc PSG đang nằm trong nhóm các câu lạc bộ phải xuống hạng. Simon Tahar được chỉ định tạm thời thay thế trước khi Charles Villeneuve, cựu giám đốc mảng thể thao của kênh truyền hình TF1, lên nắm đội vào ngày 27 tháng 5 năm 2008, vài ngày sau khi Paris Saint-Germain trụ hạng thành công. Đầu năm 2009, Villeneuve bất đồng với quyền hạn hạn chế của mình tại câu lạc bộ đã đệ đơn từ chức, Sébastien Bazin, đại diện cho quỹ đầu tư Colony Capital, đảm nhiệm cương vị chủ tịch câu lạc bộ. Tháng 7 năm 2009, Robin Leproux, cựu giám đốc của đài phát thanh RTL, thay thế Bazin trong một đợt cải tổ bộ máy lãnh đạo.
Tuy nhiên, nhiệm kỳ của Leproux cũng không sáng sủa. PSG không có nhiều thành công ngoại trừ Cúp quốc gia Pháp 2010. Tại Ligue 1, dù đã sa thải Paul LeGuen, mùa giải 2009-2010, đội bóng vẫn phải ngụp lặn ở nửa cuối bảng xếp hạng, mùa giải 2010-2011, Kombouaré cũng chỉ giúp PSG đứng được thứ 13. Thành tích đó không xứng đáng với kỳ vọng của đội bóng lớn duy nhất của Paris. Tháng 7 năm 2011, Qatar Investment Authority mua lại 70% cổ phần đội bóng và giúp đội bóng này trả hết số nợ đang có (ước tính khoảng 70 triệu euro).

## Biểu tượng

### Logo
Biểu tượng của Paris Saint-Germain ngày nay là một hình tròn màu lam với vòng ngoài cùng ghi tên câu lạc bộ và năm thành lập, 1970. Bên trong là  hình ảnh tháp Eiffel cách điệu màu đỏ và phía dưới là chiếc nôi hoàng gia, biểu tượng của thị trấn Saint-Germain-en-Laye. Hai màu sắc này có thể thấy cả trên cờ của thành phố Paris cũng như quốc kỳ Pháp. Trong lịch sử, biểu trưng của câu lạc bộ đã nhiều lần thay đổi.
Sau vụ sáp nhập giữa Stade Saint-Germain và Paris FC, hình tượng tháp Eiffel đã không được chọn. Thay vào đó là hình ảnh con thuyền vượt sóng, biểu tượng trên huy hiệu của thành phố Paris. Khi hai đội bóng chia rẽ, một logo mới cho Paris Saint-Germain được thiết kế với tháp Eiffel, biểu tượng của Paris, và chiếc nôi hoàng gia, biểu tượng của thị trấn Saint-Germain-en-Laye, nơi vua vị Louis XIV chào đời. Từ năm 1982, biểu tượng của câu lạc bộ có một chút thay đổi. Bên dưới biểu tượng cũ, có đơn giản hơn, hình ảnh sân vận động Công viên các Hoàng tử được thêm vào. Trong thời gian thành phố Paris tranh cai tổ chức Thế vận hội Mùa hè 1992, từ 1986 tới 1987, một logo ủng hộ chiến dịch vận động cũng xuất hiện trên áo thi đấu của Paris Saint-Germain.
Năm 1992, khi hãng truyền hình Canal+ mua lại câu lạc bộ, một biểu tượng mới được đưa ra với ý định đem lại cho Paris Saint-Germain một hình ảnh hiện đại hơn. Vẫn trung thành với hai màu xanh đỏ, nhưng tháp Eiffel bị loại bỏ. Biểu tượng này không được các cổ động viên hưởng ứng, chỉ xuất hiện trên áo thi đấu của câu lạc bộ một mùa giải duy nhất, 1994–1995, và thường chỉ dùng trên các giấy tờ hành chính. Từ năm 1996, biểu tượng của Paris Saint-Germain lại quay về với hình ảnh truyền thống cũ.

1970–1972
1972–1982
1982–1990
1986–1987
1990–1992
1992–1996
1996–2002
2002-2013
2010
2013-nay

### Màu áo
Câu lạc bộ Stade Saint-Germain thi đấu chủ yếu với bộ trang phục màu trắng cho đến năm 1970, sau vụ sáp nhập với Paris FC, áo đấu của đội thêm hai màu đỏ và xanh, màu cờ của thành phố Paris. Bộ trang phục thi đấu đầu tiên của Paris Saint-Germain bao gồm áo đấu màu đỏ, quần trắng và tất xanh.
Daniel Hechter bắt đầu tham gia các hoạt động điều hành câu lạc bộ từ tháng 5 năm 1973, và nhà tạo mẫu danh tiếng này chính là người thiết kế chiếc áo đấu được coi là màu áo "truyền thống" của câu lạc bộ, với một thanh dọc màu đỏ ở giữa, bao bởi hai viền trắng, tất cả trên nền xanh. Chiếc áo đấu này được bắt đầu sử dụng từ mùa giải 1973–1974 khi đội đang tham gia giải Hạng nhì của Pháp. Các áo thi đấu sau này chỉnh sửa lại theo mẫu áo gốc ở các tông màu đỏ và xanh đậm nhạt khác nhau, về độ lớn và vị trí của thanh màu đỏ giữa áo. Hầu hết các ý định thay thế mẫu trên đều bị các cổ động viên phản đối. Mẫu áo đấu ngược lại, áo màu đỏ với thanh giữa màu xanh là trang phục của đội trong những năm cuối của thập niên 1970.
Francis Borelli, người kế nhiệm Daniel Hechter, là người đầu tiên thử thay thế chiếc áo truyền thống với một bộ trang phục trắng và hai dải mảnh màu đỏ và xanh. Năm 1990, mẫu áo trên được cải tiến khi hình ảnh tháp Eiffel được cách điệu thay thế hai dải mảnh màu xanh và đỏ. Mẫu này được sử dụng trong hai mùa bóng. Mùa giải 1992–1993, câu lạc bộ thi đấu trong một trang phục màu trắng với các họa tiết màu xanh ở vai.
Paris Saint-Germain dừng sử dụng áo màu trắng như áo đấu chính từ năm 1993. Nhưng mẫu áo mới trong mùa giải 1993–1994 không được các cổ động viên đón nhận nhiệt tình, thậm chí còn bị gọi là "la couverture", tức cái chăn. Ngay lập tức, câu lạc bộ quay về sử dụng thiết kế của Hechter từ mùa giải sau đó. Năm 2001, một lần nữa câu lạc bộ định cải tiến màu áo thi đấu của mình, màu xanh trở nên đậm hơn, và dải đỏ được thu hẹp và di chuyển sang bên trái, nhưng nhiều cổ động viên của Paris tiếp tục phản đối thay đổi này. Mẫu áo đấu được giữ trong ba mùa giải trước khi Paris Saint-Germain quay lại với màu áo truyền thống. Trước mùa giải 2009–2010, câu lạc bộ đã tung ra mẫu áo mới. Tuy vẫn trung thành với những màu sắc cũ, chiếu áo đấu sử dụng nhiều sọc đỏ nhỏ trên nền màu xanh, khác biệt lớn so với những trang phục thi đấu trước đó.
Le Coq Sportif là hãng cung cấp trang phục thi đấu cho Paris Saint-Germain từ năm 1970 cho đến năm 1975. Trong mùa bóng 1975–1976, Adidas thay thế vị trí nhưng ngay mùa giải sau, Le Coq Sportif lại trở lại vai trò của mình. Tại mùa giải 1977–1978, hãng Pony sản xuất áo đấu cho câu lạc bộ. Từ năm 1978 cho đến năm 1986, Le Coq Sportif tiếp tục là hãng ký hợp đồng với đội bóng thủ đô. Ba mùa giải sau đó, vai trò này được chuyển cho Adidas, trước khi mối lương duyên giữa Paris Saint-Germain và Nike bắt đầu từ năm 1989.Các hãng cung cấp trang phục thi đấu dựa vào ảnh chụp đội bóng trước mỗi trận đấu được đăng trên tờ giới thiệu trận đấu chính thức của câu lạc bộ.

## Sân vân động

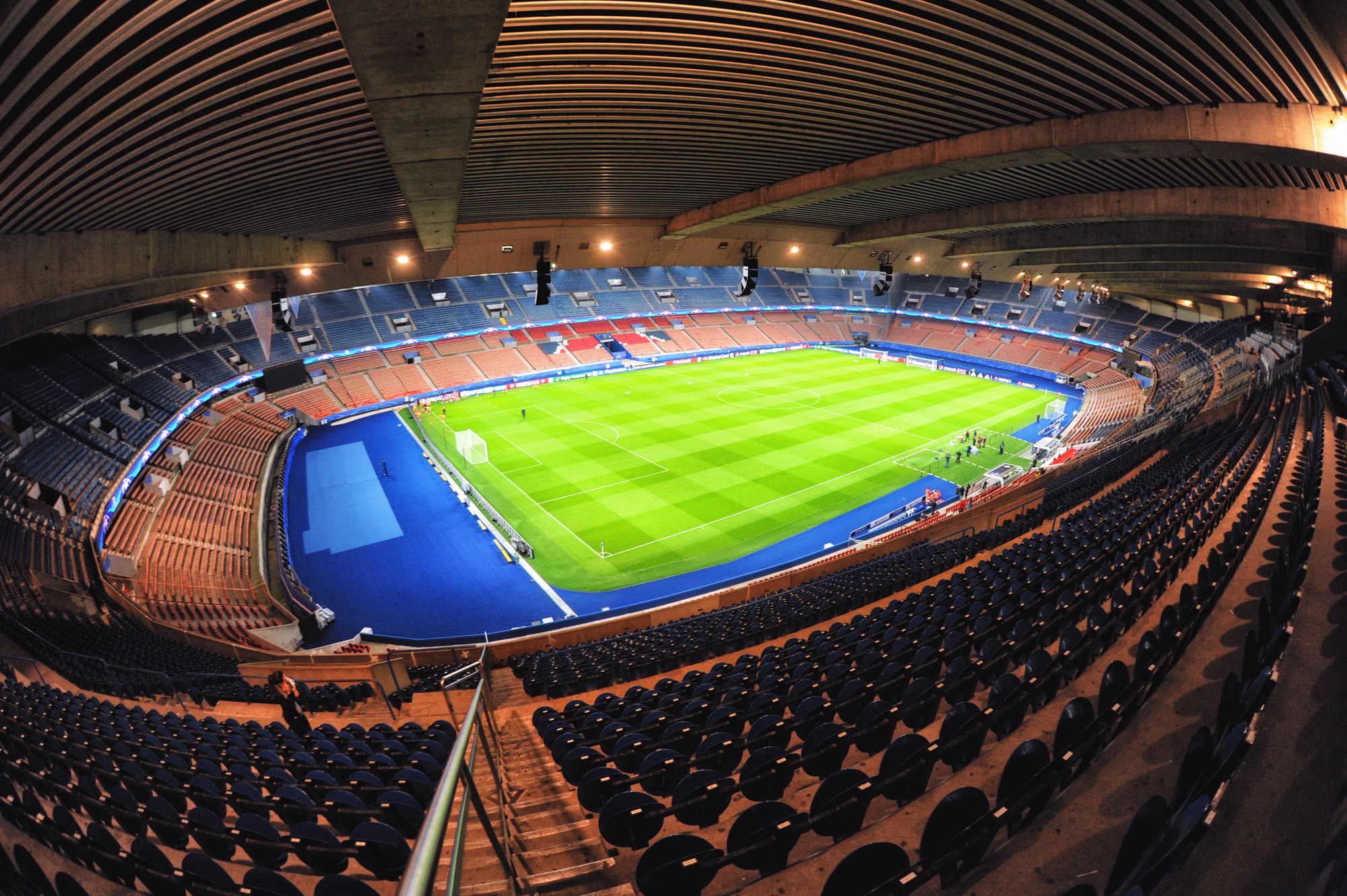
Bên trong sân vận động Công viên các Hoàng tử, sân nhà của PSG.

Sân nhà của câu lạc bộ PSG là Sân vận động Công viên các Hoàng tử, nằm ở Quận 16, cạnh rừng Boulogne, vốn là một trường đua xe đạp được mở cửa từ năm 1897. Năm 1970, sân vận động mới được xây dựng theo bản thiết kế của kiến trúc sư Roger Taillibert và khánh thành ngày 25 tháng 5 năm 1972. Từ tháng 7 năm 1974, sân vận động Công viên các Hoàng tử trở thành sân thi đấu chính thức của Paris Saint-Germain. Mặc dù vậy, câu lạc bộ đã có trận đấu đầu tiên tại sân vận động này trước đó một năm, vào ngày 10 tháng 11 năm 1973. Trong khuôn khổ giải Hạng nhì Pháp, Paris Saint-Germain đã tiếp Red Star, mở màn cho trận đấu của giải Hạng nhất giữa Paris FC và FC Sochaux.
Paris Saint-Germain dùng chung sân Công viên các Hoàng tử với các câu lạc bộ bóng đá Paris FC, mùa giải 1978–1979, và Matra Racing, từ năm 1984 cho đến năm 1990. Đội tuyển bóng đá và đội tuyển bóng bầu dục quốc gia Pháp cũng cùng thi đấu trên sân vận động này cho tới tháng 2 năm 1998, khi sân Stade de France được khánh thành nhân dịp Giải vô địch bóng đá thế giới. Trong một thời gian, việc chuyển Paris Saint-Germain đến thi đấu tại Stade de France cũng được bàn đến, nhưng cuối cùng kế hoạch này đã không được thực thi. Câu lạc bộ vẫn chỉ là đơn vị thuê lại sân Công viên các Hoàng tử từ tòa thị chính thành phố Paris, nhưng ngày càng thể hiện sự gắn kết của mình với sân vận động bằng cách chuyển trụ sở về đây từ ngày 18 tháng 2 năm 2002. Màu ghế của sân, ba màu vàng, xanh, đỏ từ năm 1972, cũng chuyển sang hai tông màu đỏ và xanh từ năm 1998.
Trong lịch sử của câu lạc bộ cũng từng thi đấu tại một vài sân vận động khác. Stade Saint-Germain, câu lạc bộ tiền thân của PSG, từng gắn bó với sân Georges Lefèvre tại trung tâm Camp des Loges, thị trấn Saint-Germain-en-Laye, trong suốt thời gian từ 1904 cho đến 1974. Tên của sân vận động, Georges Lefèvre, được đặt theo tên một cầu thủ của Stade Saint-Germain đã hy sinh tại mặt trận vào năm 1940. Hiện nay, đội phụ của Paris Saint-Germain vẫn thi đấu tại sân vận động này.
Tại mùa giải 1970–1971, đội một của Paris Saint-Germain từng thi đấu một vài trận tại sân Stade Jean-Bouin, nhưng lượng khán giả tới đây ít hơn so với sân Georges Lefèvre, và câu lạc bộ cũng muốn chơi nhiều trận nhất có thể tại Saint-Germain-en-Laye. Khi thi đấu tại giải Hạng nhất trong mùa bóng 1971–1972, Paris Saint-Germain thi đấu các trận trên sân nhà tại Stade de Paris, ở Saint-Ouen. Sau khi đã chuyển hẳn về sân Công viên các Hoàng tử từ năm 1974, đôi khi, vào những thời điểm mặt sân được trùng tu, Paris Saint-Germain cũng chơi ở các sân khác như một trận trong mùa giải 1974–1975 tại Stade Olympique Yves-du-Manoir ở Colombes, một trận mùa giải 1977–1978 và hai lần khác mùa giải 1978–1979 trên sân Stade de Paris.

## Cổ động viên

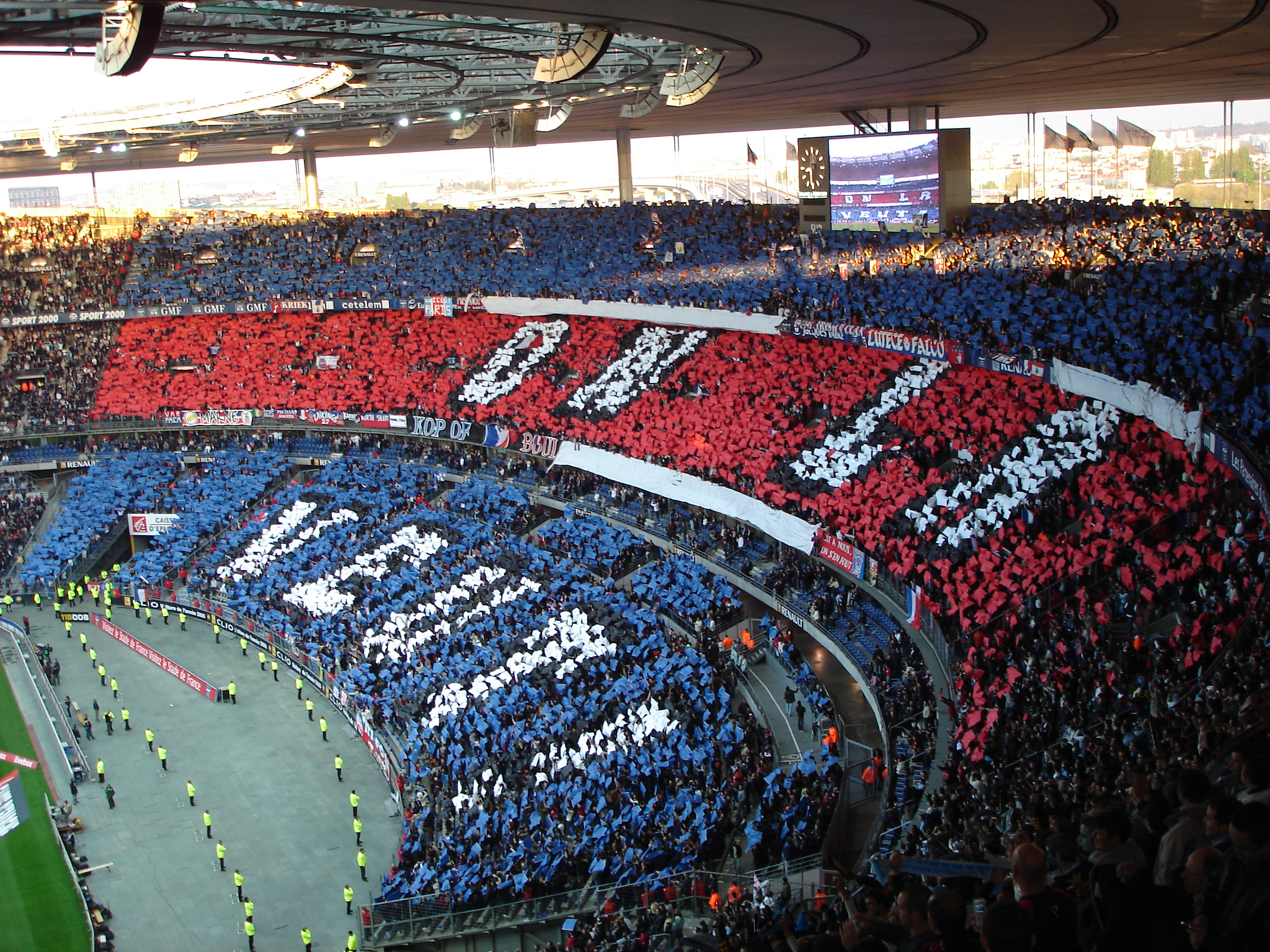
Các cổ động viên của PSG trong trận chung kết Cup quốc gia năm 2006

Các cổ động viên trẻ của Paris Saint-Germain bắt đầu tụ họp lại trên khán đài K sân Công viên các Hoàng tử từ ngày 18 tháng 9 năm 1976. Việc họ tập trung ở đây, và sau đó đến khán đài Boulogne, bắt nguồn từ tấm vé giá rẻ "jeune supporter" (cổ động viên trẻ) vốn được dành chỗ trong khán đài này. Bên cạnh đó, chính bầu không khí nóng bỏng cũng đã khiến những cổ động viên cuồng nhiệt tìm tới, và rồi không lâu sau đó hình thành nên Kop of Boulogne, tức Khu vực cổ động viên ở khán đài Boulogne.
Từ đầu thập niên 1980, hiện tượng bạo lực của một số cổ động viên trên khán đài Boulogne bắt đầu nổi lên. Sự du nhập phong cách hooligan từ nước Anh đã làm đau đầu chủ tịch Francis Borelli. Khi hãng truyền hình Canal+ tới nắm quyền câu lạc bộ, "vấn đề Boulogne" được đặt lên vị trí hàng đầu. Để đẩy lùi tinh thần nổi loạn của Kop of Boulogne, Canal+ đề xuất các cổ động viên cuồng nhiệt chuyển sang khán đài Auteuil đối diện, khu vực cũng được giảm giá. Các nhóm cổ động viên Lutece Falco, Tigris Mystic xuất hiện vào chính thời điểm này. Mặc dù vậy, nhiều nhóm khác như Boys, Rangers hay Gavroches vẫn trụ lại bên khán đài Boulogne.
Các khán đài của sân vận động Công viên các Hoàng tử khá yên bình trong thời gian tiếp theo, tuy cũng lác đác thấy những vụ rắc rối, như trận PSG-SM Caen năm 1993, trận PSG-Galatasaray vào tháng 3 năm 2001, và hầu hết các cuộc chạm trán giữa Paris Saint-Germain và Olympique de Marseille. Tháng 3 năm 2003 bắt đầu nổ ra cuộc cạnh tranh giữa Tigris Mystic và Kop of Boulogne. Trong mùa giải 2004–2005, ban giám đốc câu lạc bộ đã phải sử dụng nhiều biện pháp để dập tắt tình trạng bạo lực này. Trong trận PSG-Metz vào tháng 12 năm 2004, các cổ động viện quá khích đã nổi giận, làm gián đoạn trận đấu bằng pháo khói. Những vụ rắc rối vẫn cứ diễn ra và đầu năm 2006, nhóm Tigris Mystic phải giải tán.
Bạo lực một lần nữa bùng lên vào tháng 11 năm 2006. Trong đêm ngày 23, rạng sáng ngày 24, một nhóm cổ động viên, nổi giận sau thất bại 2–4 trước câu lạc bộ Hapoel Tel Aviv từ Israel trong khuôn khổ cúp UEFA, đã tấn công một người Pháp cổ vũ cho đối thủ. Vụ việc có kết quả bi thảm. Một cổ động viên của nhóm Boulogne Boys đã chết và một người khác bị thương vào phổi khi một cảnh sát mặc thường phục tới can thiệp để bảo vệ cổ động viên Hapoel Tel Aviv. Sau sự kiện trên, những biện pháp cứng rắn bắt đầu được câu lạc bộ và Sở cảnh sát Paris áp dụng. Khu vực sát sân bóng của khán đài Boulogne đã đóng cửa trong nhiều trận đấu.
Paris Saint-Germain cũng có không ít người hâm mộ nổi tiếng. Trên ban công của khán đài Présidentielle có thể bắt gặp những nhân vật quan trọng như Tổng thống Nicolas Sarkozy, diễn viên Jean-Paul Belmondo hay cựu Thủ tướng Dominique de Villepin.

## Paris Saint-Germain và giới truyền thông

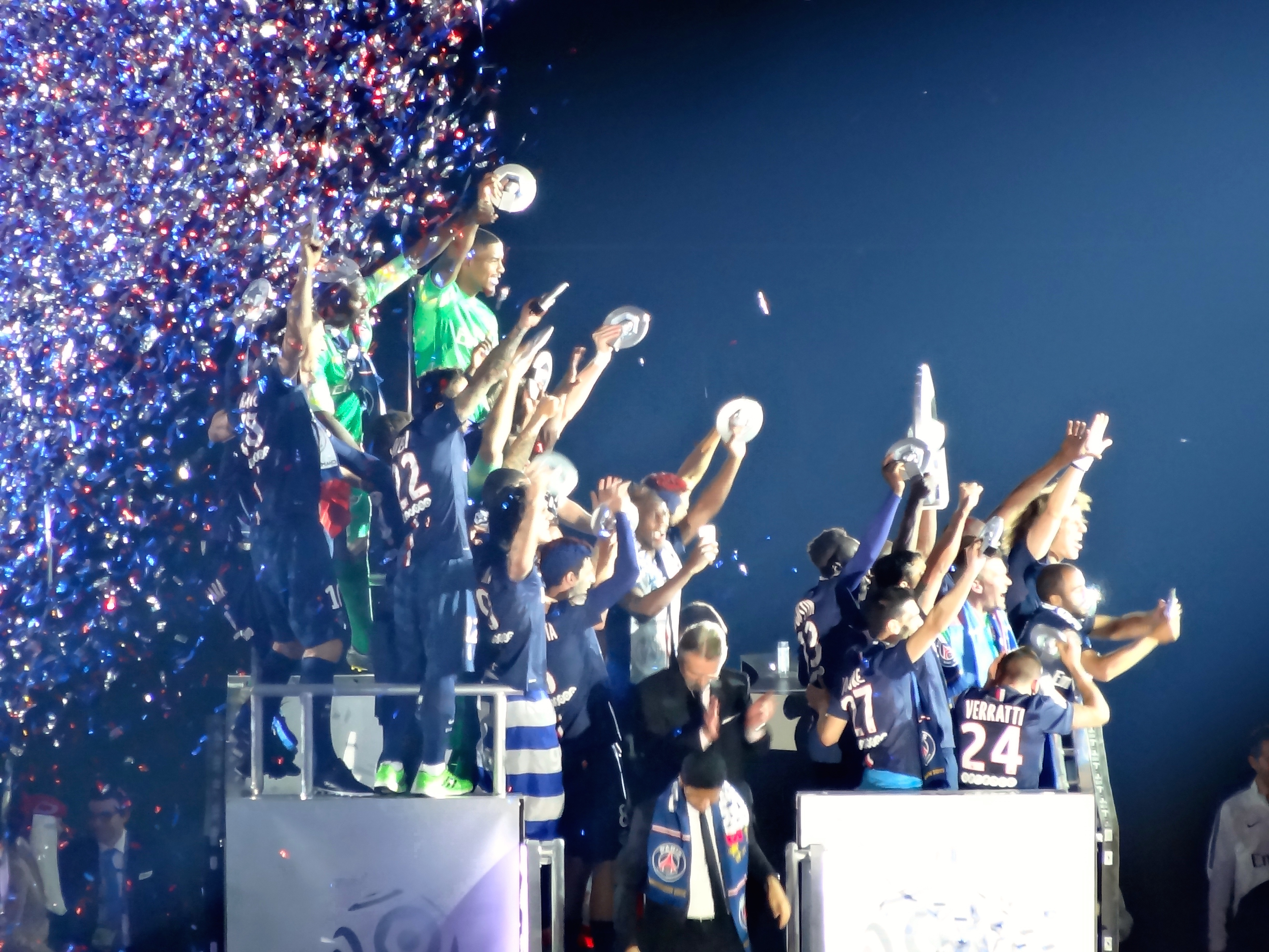
Các cầu thủ ăn mừng chức vô địch Ligue 1 mùa giải 2014-15 cùng cổ động viên

Theo những thăm dò dư luận của Ipsos năm 2006 và TNS Sofres vào năm 2007, Paris Saint-Germain là câu lạc bộ được hâm mộ thứ ba ở Pháp sau Olympique Lyonnais và Olympique de Marseille. Các cầu thủ và lãnh đạo của Paris Saint-Germain là mục tiêu châm biếm thường xuyên của chương trình truyền hình Les Guignols de l'info phát trên Canal+. Một số diễn viên hài cũng sử dụng hình ảnh PSG trong tác phẩm của mình, như bộ đôi Élie và Dieudonné ở cuối thập niên 1990, trong tiểu phẩm Les supporters. Trong không ít những bộ phim, các nhân vật được xây dựng như là các cổ động viên của Paris Saint-Germain. Như Patrick Timsit và Dany Boon trong Paparazzi (2002) và Mon meilleur ami (2006). Ca sĩ, nhạc sĩ Renaud, "người Paris xịn nhất trong số các cổ động viên của OM", cũng nhắc tới Paris Saint-Germain trong một sáng tác của mình, Les Bobos, phát hành năm 2006.
Giới truyền thông chiếm một vị trí quan trọng trong hoạt động thường nhật của Paris Saint-Germain, hiện tượng bắt nguồn từ việc hầu hết các tòa soạn lớn của báo chí Pháp đều đặt trụ sở chính tại Paris. Áp lực mạnh từ giới truyền thông, điều hiếm có trong bóng đá Pháp, nhiều khi mang lại những hậu quả trái chiều cho câu lạc bộ. Những nhật báo như Le Parisien và L'Équipe có hẳn một mục nhật ký về các hoạt động của đội. Để đối trọng lại với áp lực trên, các phương tiện của Paris Saint-Germain vẫn còn rất sơ sài. Câu lạc bộ có trang mạng chính thức, https://web.archive.org/web/20091003080003/http://www.psg.fr/, và một tờ nguyệt san, 100% PSG, với đối tượng chủ yếu là các cổ động viên trẻ. Paris Saint-Germain chưa có một kênh truyền hình riêng như Olympique de Marseille hay Olympique Lyonnais. Vào ngày mùng 3 tháng 8 năm 2007, câu lạc bộ tuyên bố sẽ phát sóng một kênh truyền hình qua mạng Internet, kênh PSG TV. Tại địa chỉ trên sẽ chiếu một số trận đấu của Paris Saint-Germain và các phóng sự về hoạt động của câu lạc bộ. Trận đấu đầu tiên của Paris Saint-Germain được truyền hình trực tiếp là trận chung kết Cúp nước Pháp năm 1982, vào ngày 15 tháng 5 năm 1982. Tính đến 12 tháng 3 năm 2007, đã có hơn 644 trận đấu của đội được phát sóng.

## Các đội thể thao khác
Đội hai của Paris Saint-Germain thi đấu tại Giải vô địch bóng đá nghiệp dư Pháp (Championnat de France Amateurs), thường được xếp ở bảng D. Đội cũng đã từng giành chức vô địch Giải hạng ba Pháp, bảng đấu các đội phía Bắc năm 1987 và Cúp Paris các năm 1972, 1973 và 1980. Hiện nay đội ba của Paris Saint-Germain thi đấu tại cúp này. Paris Saint-Germain cũng có nhiều đội trẻ ở các lứa tuổi khác nhau, từ nhi đồng cho đến lớp kế cận đội một. Từ năm 1963, đội trẻ của câu lạc bộ thi đấu tại Cúp Gambardella. Đội đã giành chức vô địch vào năm 1991, và đoạt ngôi á quân vào các năm 1978, 1989 và 1998.
Đội bóng đá nữ Paris Saint Germain được thành lập từ năm 1971.. Đội hình chính tính đến mùa bóng 2007–2008 đang thi đấu lần thứ 17 tại Giải vô địch bóng đá nữ Pháp. Đội đã giành được chức vô địch Giải hạng nhì vào năm 2001 cùng ngôi á quân vào các năm 1983 và 1985.

## Huấn luyện viên
Danh sách các huấn luyện viên của Paris Saint-Germain từ khi chính thức thành lập năm 1970.
| Các đời huấn luyện viên \| - 1970-1972: Pierre Phelipon - 1972-1975: Robert Vicot - 1975-1976: Just Fontaine - 1976-1977: Velibor Vasovic - 1977-1978: Jean-Michel Larque - 1978-1980: Pierre Alonzo - 1980-1983: Georges Peyroche - 1983-1984: Lucien Leduc - 1984-1985: Christian Coste - 1985-1988: Gérard Houllier - 1988-1988: Erick Mombaerts - 1988-1990: Tomislav Ivic - 1990-1991: Henri Michel - 1991-1994: Artur Jorge - 1994-1996: Luis Fernandez \| - 1996-1998: Ricardo Gomes - 1998-1999: Alain Giresse - 1999-2000: Philippe Bergeroo - 2000-2003: Luis Fernandez - 2003-2005: Vahid Halilhodzic - 2005-2006: Laurent Fournier - 2006-2007: Guy Lacombe - 2007-2009: Paul le Guen - 2009-2011: Antoine Kombouaré - 2012-2013: Carlo Ancelotti - 2013-2016: Laurent Blanc - 2016-2018: Unai Emery - 2018-2020: Thomas Tuchel - 2021-2022: Mauricio Pochettino - 2022-2023: Christophe Galtier - 2023-Nay: Luis Enrique \| | |
| - 1970-1972: Pierre Phelipon - 1972-1975: Robert Vicot - 1975-1976: Just Fontaine - 1976-1977: Velibor Vasovic - 1977-1978: Jean-Michel Larque - 1978-1980: Pierre Alonzo - 1980-1983: Georges Peyroche - 1983-1984: Lucien Leduc - 1984-1985: Christian Coste - 1985-1988: Gérard Houllier - 1988-1988: Erick Mombaerts - 1988-1990: Tomislav Ivic - 1990-1991: Henri Michel - 1991-1994: Artur Jorge - 1994-1996: Luis Fernandez | - 1996-1998: Ricardo Gomes - 1998-1999: Alain Giresse - 1999-2000: Philippe Bergeroo - 2000-2003: Luis Fernandez - 2003-2005: Vahid Halilhodzic - 2005-2006: Laurent Fournier - 2006-2007: Guy Lacombe - 2007-2009: Paul le Guen - 2009-2011: Antoine Kombouaré - 2012-2013: Carlo Ancelotti - 2013-2016: Laurent Blanc - 2016-2018: Unai Emery - 2018-2020: Thomas Tuchel - 2021-2022: Mauricio Pochettino - 2022-2023: Christophe Galtier - 2023-Nay: Luis Enrique |

## Cầu thủ

### Đội hình hiện tại
Tính đến 3 tháng 2 năm 2025
Ghi chú: Quốc kỳ chỉ đội tuyển quốc gia được xác định rõ trong điều lệ tư cách FIFA. Các cầu thủ có thể giữ hơn một quốc tịch ngoài FIFA.
| Số | VT | Quốc gia    | Cầu thủ                          |
| -- | -- | ----------- | -------------------------------- |
| 1  | TM | Ý           | Gianluigi Donnarumma             |
| 2  | HV | Maroc       | Achraf Hakimi                    |
| 3  | HV | Pháp        | Presnel Kimpembe (đội phó thứ 2) |
| 5  | HV | Brasil      | Marquinhos (đội trưởng)          |
| 7  | TĐ | Gruzia      | Khvicha Kvaratskhelia            |
| 8  | TV | Tây Ban Nha | Fabián Ruiz                      |
| 9  | TĐ | Bồ Đào Nha  | Gonçalo Ramos                    |
| 10 | TĐ | Pháp        | Ousmane Dembélé                  |
| 14 | TĐ | Pháp        | Désiré Doué                      |
| 17 | TV | Bồ Đào Nha  | Vitinha                          |
| 19 | TV | Hàn Quốc    | Lee Kang-in                      |
| 21 | HV | Pháp        | Lucas Hernandez                  |

| Số | VT | Quốc gia    | Cầu thủ            |
| -- | -- | ----------- | ------------------ |
| 24 | TV | Pháp        | Senny Mayulu       |
| 25 | HV | Bồ Đào Nha  | Nuno Mendes        |
| 29 | TĐ | Pháp        | Bradley Barcola    |
| 33 | TV | Pháp        | Warren Zaïre-Emery |
| 35 | HV | Brasil      | Lucas Beraldo      |
| 39 | TM | Nga         | Matvei Safonov     |
| 42 | HV | Pháp        | Yoram Zague        |
| 45 | HV | Maroc       | Naoufel El Hannach |
| 49 | TĐ | Pháp        | Ibrahim Mbaye      |
| 51 | HV | Ecuador     | Willian Pacho      |
| 80 | TM | Tây Ban Nha | Arnau Tenas        |
| 87 | TV | Bồ Đào Nha  | João Neves         |

### Cho mượn
Ghi chú: Quốc kỳ chỉ đội tuyển quốc gia được xác định rõ trong điều lệ tư cách FIFA. Các cầu thủ có thể giữ hơn một quốc tịch ngoài FIFA.
| Số | VT | Quốc gia    | Cầu thủ                                      |
| -- | -- | ----------- | -------------------------------------------- |
| —  | TM | Pháp        | Lucas Lavallée (tại Aubagne đến 30/6/2025)   |
| —  | HV | Tây Ban Nha | Juan Bernat (tại Villarreal đến 30/6/2025)   |
| —  | HV | Pháp        | Nordi Mukiele (tại Leverkusen đến 30/6/2025) |
| —  | TV | Brasil      | Gabriel Moscardo (tại Reims đến 30/6/2025)   |
| —  | TV | Ý           | Cher Ndour (tại Beşiktaş đến 30/6/2025)      |

| Số | VT | Quốc gia    | Cầu thủ                                          |
| -- | -- | ----------- | ------------------------------------------------ |
| —  | TV | Bồ Đào Nha  | Renato Sanches (tại Benfica đến 30/6/2025)       |
| —  | TV | Hà Lan      | Xavi Simons (tại Leipzig đến 30/6/2025)          |
| —  | TV | Tây Ban Nha | Carlos Soler (tại West Ham United đến 30/6/2025) |
| —  | TĐ | Maroc       | Ilyes Housni (tại Le Havre đến 30/6/2025)        |

### Các cầu thủ khác trong hợp đồng
Ghi chú: Quốc kỳ chỉ đội tuyển quốc gia được xác định rõ trong điều lệ tư cách FIFA. Các cầu thủ có thể giữ hơn một quốc tịch ngoài FIFA.
| Số | VT | Quốc gia   | Cầu thủ                |
| -- | -- | ---------- | ---------------------- |
| —  | TM | Bồ Đào Nha | Louis Mouquet          |
| —  | HV | Pháp       | Ethan Bagbonon-Boudine |
| —  | HV | Pháp       | Vimoj Muntu Wa Mungu   |

| Số | VT | Quốc gia     | Cầu thủ        |
| -- | -- | ------------ | -------------- |
| —  | HV | Guiné-Bissau | Serif Nhaga    |
| —  | TV | Algérie      | Kamil Bensoula |
| —  | TV | Pháp         | Ayman Kari     |

## Ban lãnh đạo

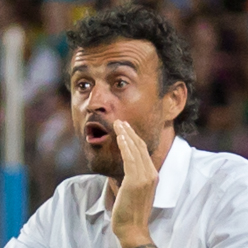
Luis Enrique

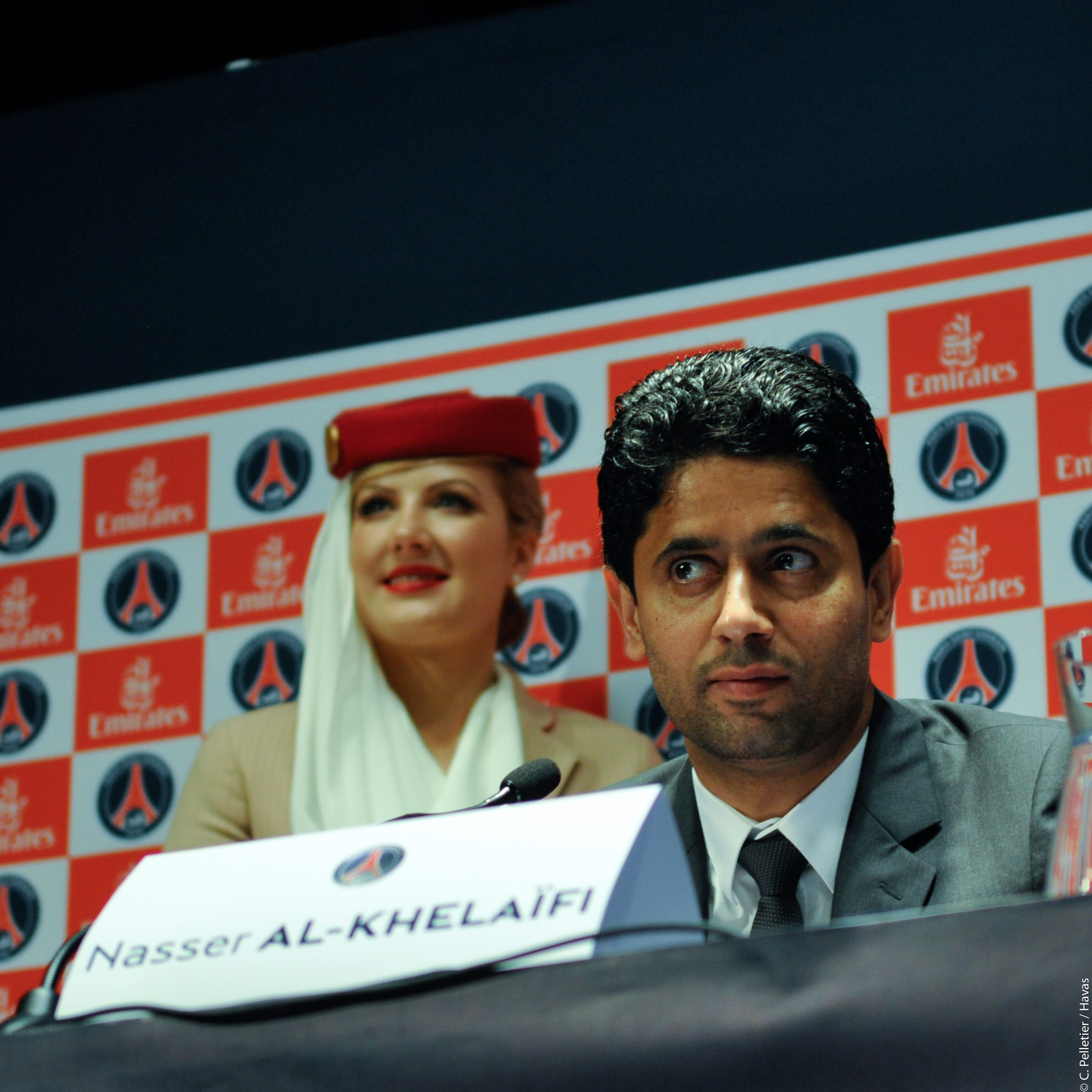
Nasser Al-Khelaïfi

### Đội ngũ huấn luyện
| Vị trí          | Tên                               |
| --------------- | --------------------------------- |
| HLV trưởng      | Luis Enrique                      |
| Trợ lý HLV      | Thierry Oleksiak João Sacramento  |
| HLV thủ môn     | Gianluca Spinelli Jean-Luc Aubert |
| HLV thể lực     | Pedro Gómez Alberto Piernas       |
| Phân tích video | Isidre Ramón Madir                |

### Đội ngũ y tế
| Vị trí                      | Tên                                                                                       |
| --------------------------- | ----------------------------------------------------------------------------------------- |
| Bác sĩ                      | Christophe Baudot                                                                         |
| Trợ lý bác sĩ               | Quentin Vincent                                                                           |
| Physiotherapist coordinator | Cyril Praud                                                                               |
| Vật lý trị liệu             | Frédéric Mankowski Joffrey Martin Gaël Pasquer Rafael Martini Dario Forte Diego Mantovani |
| Podologist                  | Gaëlle Scalia                                                                             |
| Trợ lý y tế                 | Sandrine Jarzaguet                                                                        |

### Thành viên HĐQT
| Vị trí            | Tên                |
| ----------------- | ------------------ |
| Chủ tịch          | Nasser Al-Khelaifi |
| Phó giám đốc      | Jean-Claude Blanc  |
| Thư kí            | Victoriano Melero  |
| Giám đốc thể thao | Luís Campos        |
| Điều phối viên    | Olivier Gagne      |

## Danh hiệu

### Quốc nội
- Giải Vô địch Bóng đá Quốc gia Pháp / Ligue 1
  - Vô địch (13 lần): 1985–86, 1993–94, 2012–13, 2013–14, 2014–15, 2015–16, 2017–18, 2018–19, 2019–20, 2021–22, 2022–23, 2023–24, 2024–25
- Giải Hạng 2 Vô địch Bóng đá Quốc gia Pháp / Ligue 2
  - Vô địch (1 lần): 1970–71
- Cúp bóng đá Pháp / Coupe de France / France Cup
  - Vô địch (16 lần): 1981–82, 1982–83, 1992–93, 1994–95, 1997–98, 2003–04, 2005–06, 2009–10, 2014–15, 2015–16, 2016–17, 2017–18, 2019–20, 2020–21, 2023–24, 2024–25
- Cúp Liên đoàn bóng đá Pháp / Coupe de la Ligue
  - Vô địch (9 lần): 1994–95, 1997–98, 2007–08, 2013–14, 2014–15, 2015–16, 2016–17, 2017–18, 2019–20
- Siêu cúp bóng đá Pháp / Trophée des Champions
  - Vô địch (13 lần): 1995, 1998, 2013, 2014, 2015, 2016, 2017, 2018, 2019, 2020, 2022, 2023, 2024

### Châu Âu
- UEFA Champions League / Cúp C1 Châu Âu
  - Vô địch (1 lần): 2024–25
- UEFA Cup Winners' Cup / Cúp C2 Châu Âu (cũ)
  - Vô địch (1 lần): 1995–96[119]
- UEFA Intertoto Cup
  - Vô địch (1 lần): 2001

## Kỷ lục

### Ra sân nhiều nhất

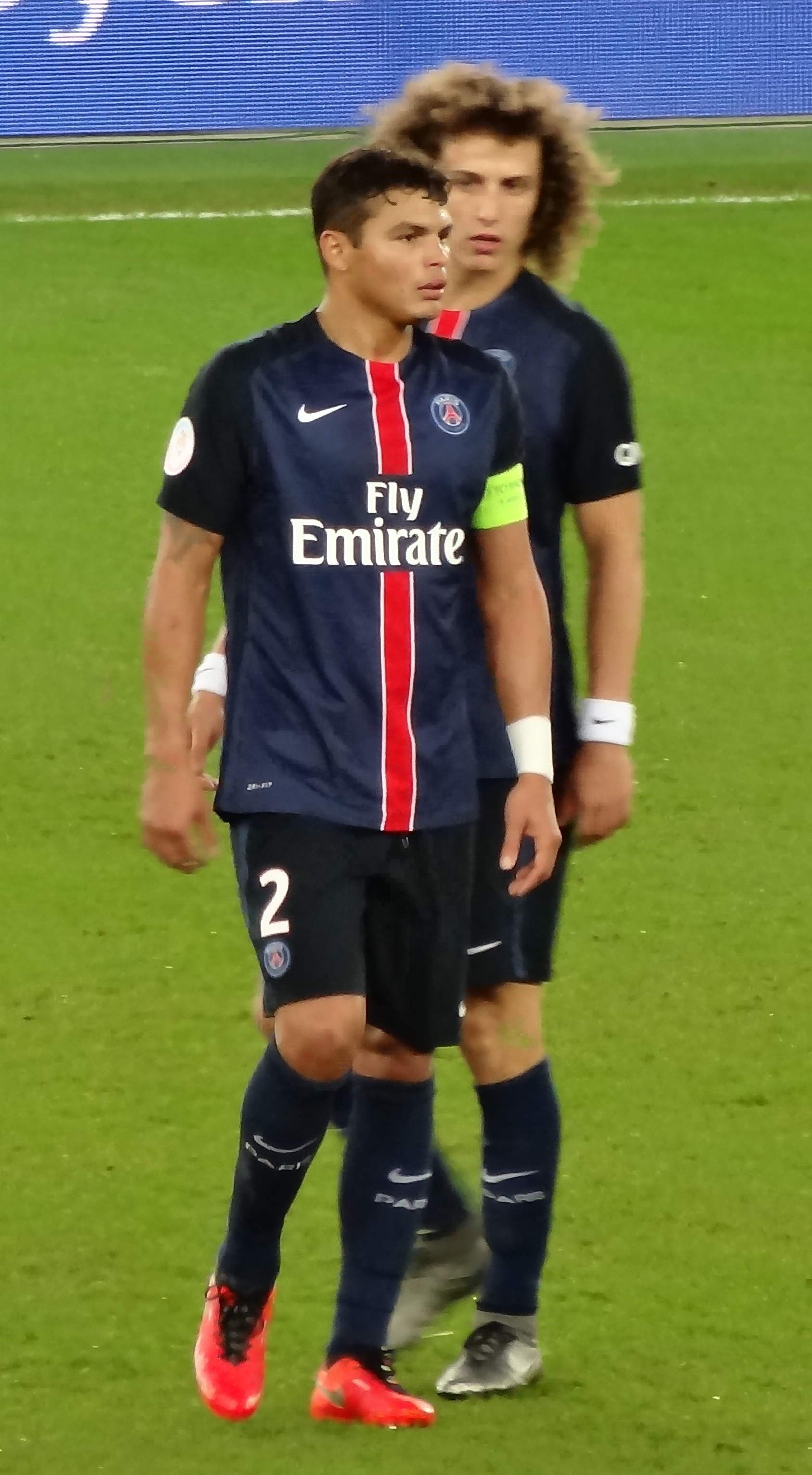
Thiago Silva.

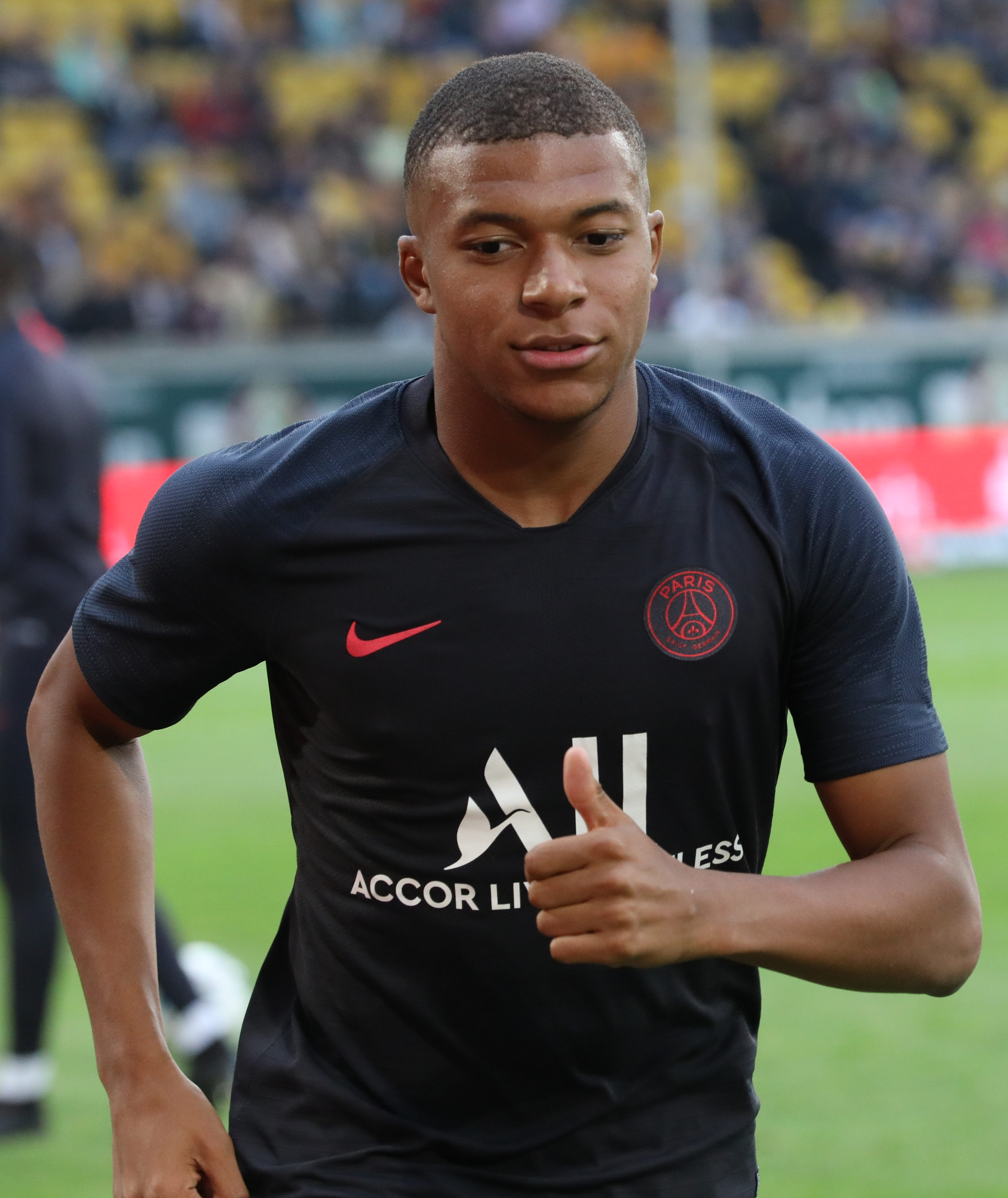
Kylian Mbappé.

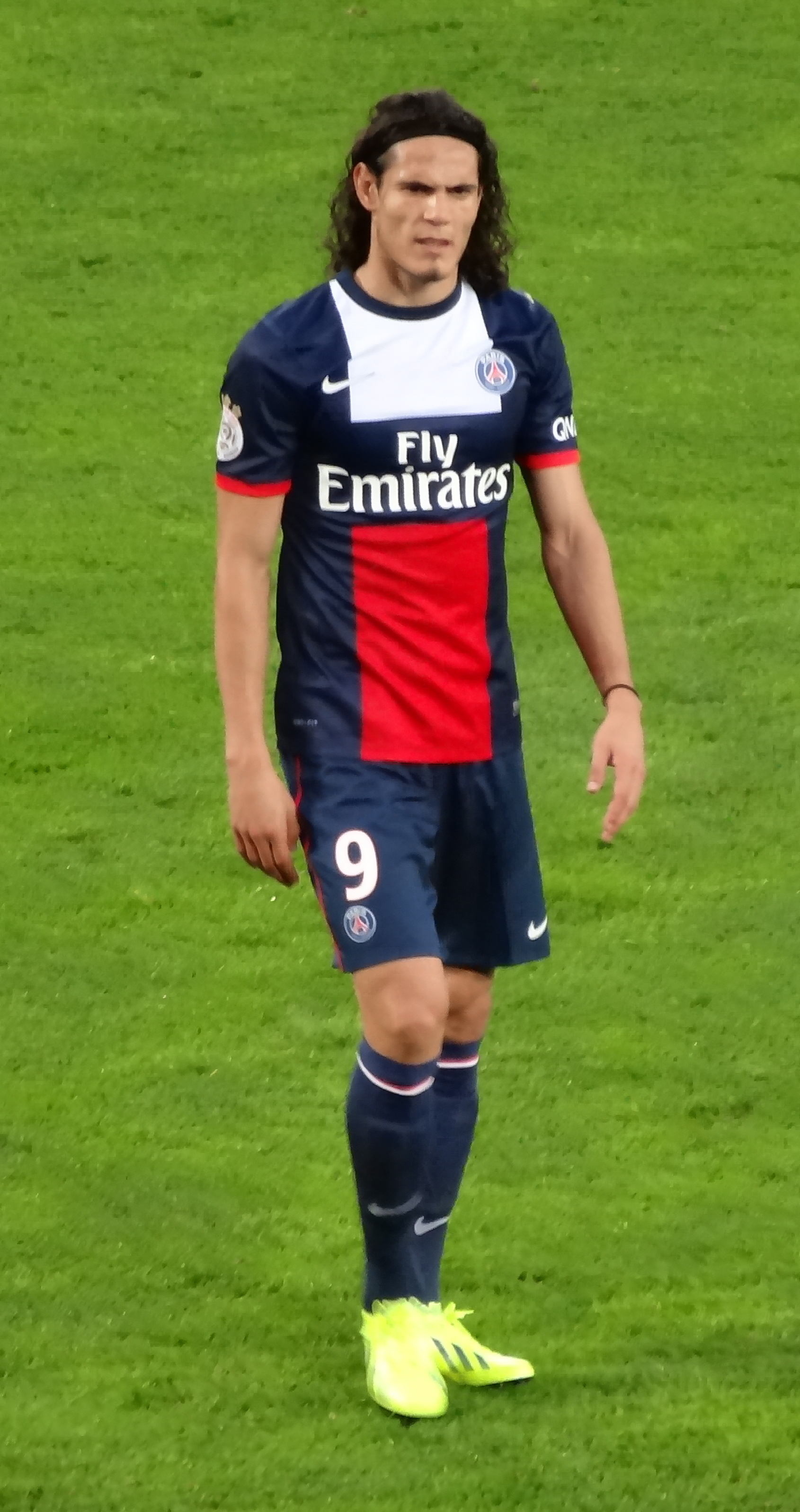
Edinson Cavani

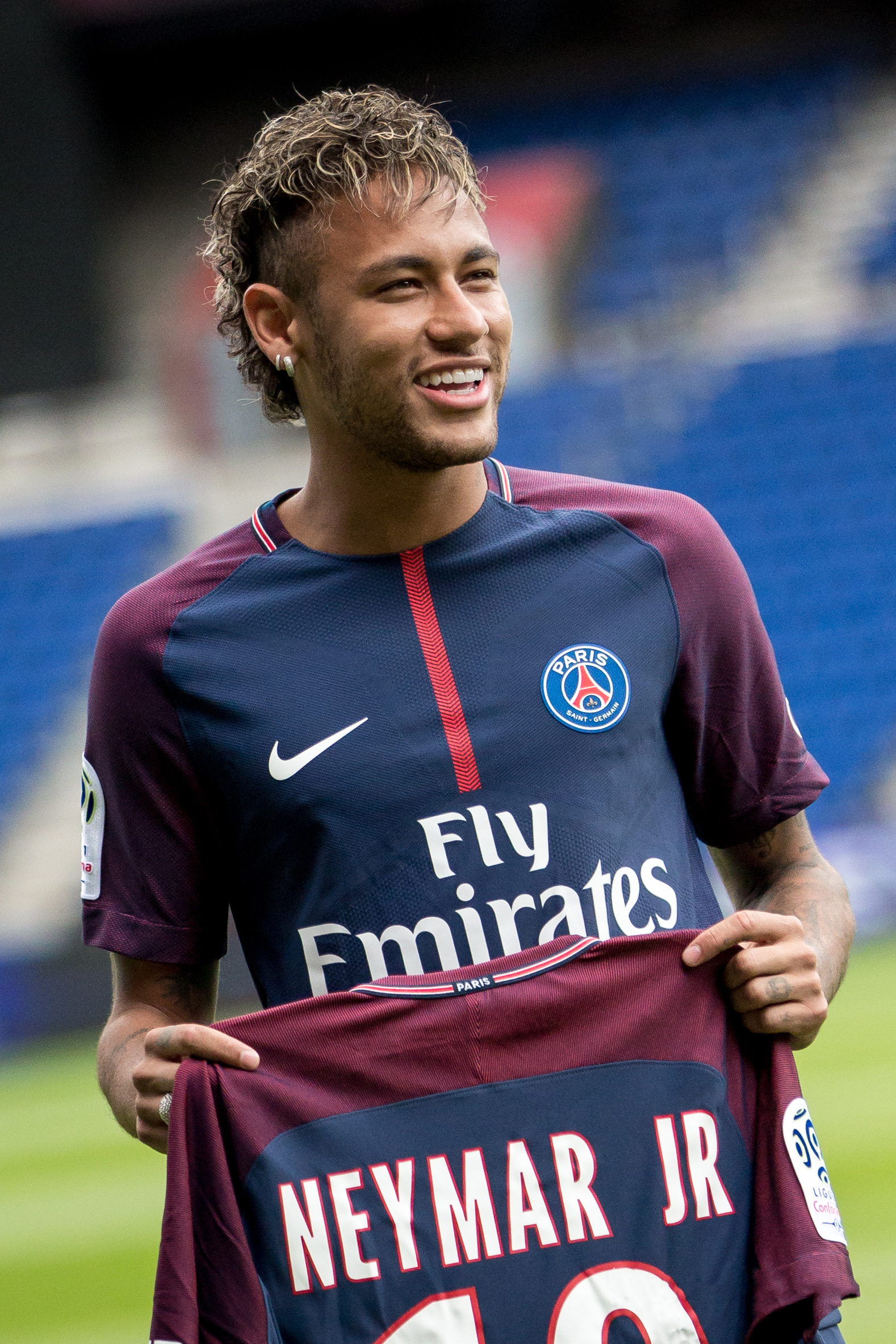
Neymar.

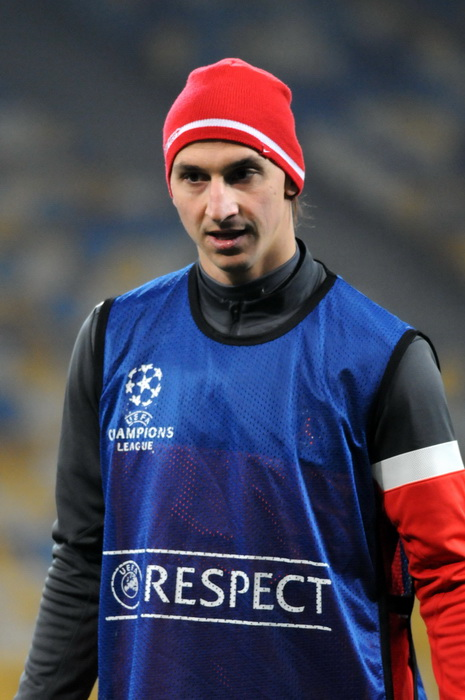
Zlatan Ibrahimović.

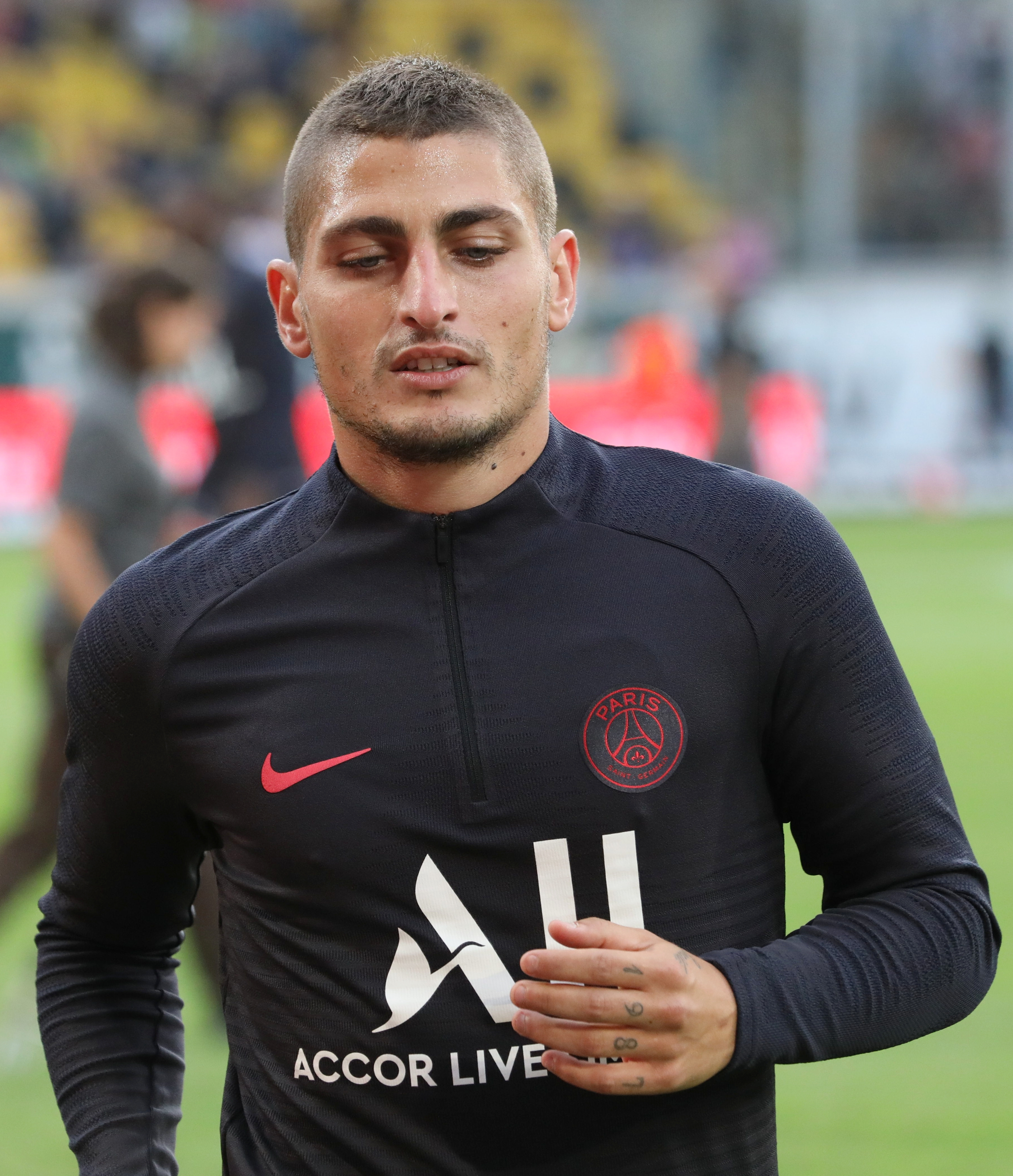
Marco Verratti.

| Hạng | Cầu thủ            | Số trận | Giai đoạn |
| ---- | ------------------ | ------- | --------- |
| 1    | Jean-Marc Pilorget | 435     | 1975–1989 |
| 2    | Marquinhos         | 433     | 2013–nay  |
| 3    | Marco Verratti     | 416     | 2012–2023 |
| 4    | Sylvain Armand     | 380     | 2004–2013 |
| 5    | Safet Sušić        | 344     | 1982–1991 |
| 5    | Paul Le Guen       | 344     | 1991–1998 |
| 7    | Bernard Lama       | 318     | 1992–1998 |
| 8    | Thiago Silva       | 315     | 2012–2020 |
| 9    | Mustapha Dahleb    | 310     | 1974–1984 |
| 10   | Kylian Mbappé      | 308     | 2018–2024 |

### Ghi bàn nhiều nhất
| Hạng | Cầu thủ             | Bàn thắng | Giai đoạn |
| ---- | ------------------- | --------- | --------- |
| 1    | Kylian Mbappé       | 256       | 2018–2024 |
| 2    | Edinson Cavani      | 200       | 2013–2020 |
| 3    | Zlatan Ibrahimović  | 156       | 2012–2016 |
| 4    | Neymar              | 118       | 2017–2023 |
| 5    | Pauleta             | 109       | 2003–2008 |
| 6    | Dominique Rocheteau | 100       | 1980–1988 |
| 7    | Mustapha Dahleb     | 98        | 1974–1984 |
| 8    | Francois M'Pelé     | 95        | 1973–1979 |
| 9    | Ángel Di María      | 92        | 2015–2022 |
| 10   | Safet Sušić         | 85        | 1982–1991 |

### Chuyển nhượng

#### 10 cầu thủ mua đắt giá nhất
| Hạng | Cầu thủ         | Năm  | Chuyển từ         | Mức phí       |
| ---- | --------------- | ---- | ----------------- | ------------- |
| 1    | Neymar          | 2017 | Barcelona         | €220,000,0000 |
| 2    | Kylian Mbappé   | 2018 | Monaco            | €180,000,000  |
| 3    | Edinson Cavani  | 2013 | Napoli            | €75,000,000   |
| 4    | Ángel Di María  | 2015 | Manchester United | €70,000,000   |
| 5    | David Luiz      | 2014 | Chelsea           | €50,000,000   |
| 6    | Leandro Paredes | 2019 | Zenit             | €56,000,000   |
| 7    | Thiago Silva    | 2012 | Milan             | €60,000,000   |
| 8    | Javier Pastore  | 2011 | Palermo           | €53,000,000   |
| 9    | Lucas Moura     | 2013 | São Paulo         | €45,000,000   |
| 10   | Thilo Kehrer    | 2018 | Schalke 04        | €43,000,000   |

#### 10 cầu thủ bán đắt giá nhất
| Hạng | Cầu thủ          | Năm  | Chuyển đến        | Mức phí     |
| ---- | ---------------- | ---- | ----------------- | ----------- |
| 1    | Gonçalo Guedes   | 2018 | Valencia          | $70,000,000 |
| 2    | David Luiz       | 2016 | Chelsea           | $45,000,000 |
| 3    | Ronaldinho       | 2003 | Barcelona         | $50,000,000 |
| 4    | Lucas Moura      | 2018 | Tottenham Hotspur | $40,000,000 |
| 5    | Serge Aurier     | 2017 | Tottenham Hotspur | $35,000,000 |
| 6    | Giovani Lo Celso | 2019 | Real Betis        | $45,000,000 |
| 7    | Javier Pastore   | 2018 | Roma              | $35,000,000 |
| 8    | Yuri Berchiche   | 2018 | Athletic Bilbao   | $34,000,000 |
| 9    | Blaise Matuidi   | 2017 | Juventus          | $30,000,000 |
| 10   | Mamadou Sakho    | 2013 | Liverpool         | $23,000,000 |